# Lewis Hamilton
Sir Lewis Carl Davidson Hamilton MBE • HonFREng • Kt (Stevenage, 7 de janeiro de 1985) é um automobilista britânico. Sete vezes campeão mundial de Fórmula 1, nos anos de 2008, 2014, 2015, 2017, 2018, 2019 e 2020, Hamilton é um dos maiores pilotos de todos os tempos, e um dos desportistas mais bem sucedidos da história.
Atualmente, a representar a equipe Ferrari, Hamilton tem o maior número de vitórias em corridas de Fórmula 1, com 105 triunfos (ele ultrapassou Michael Schumacher após vencer o Grande Prêmio de Portugal de 2020 em 25 de outubro de 2020) e também é o primeiro em número de títulos mundiais de Fórmula 1, juntamente com Schumacher (7). Detém ainda outros recordes absolutos, como o de maior número de pontos na carreira (4 850,5), o maior número de pole positions (104), maior número de volta lideradas (5 486), o maior número de pódios (202) e o maior número de Grand Chelem em uma temporada (3).
Além de ser comparado com os grandes pilotos de Fórmula 1, tem como ídolo o ex-piloto Ayrton Senna. Isso ficou ainda mais evidente quando Lewis Hamilton se igualou em números de pole position a Ayrton Senna no Grande Prêmio do Canadá de 2017, no qual ganhou da família de Ayrton, ainda na pista, um capacete usado por Senna na corrida, não conseguindo conter as lágrimas. No mesmo ano no Grande Prêmio da Itália, Lewis marcou sua pole de número 69, superando àquela altura a marca de Michael Schumacher de 68 poles, se tornando assim o recordista de pole positions.
Em 2021, Hamilton recebeu de Carlos, Príncipe de Gales (atualmente Rei Carlos III) o título de Cavaleiro da Ordem do Império Britânico, pelos seus serviços prestados ao automobilismo. Em 2022, a Câmara dos Deputados do Brasil concedeu a Hamilton o título de cidadão honorário do país.

## Biografia
Lewis Carl Davidson Hamilton é filho de Anthony Hamilton, homem de origens afro-caribenhas que é filho de imigrantes de Granada que foram para a Inglaterra na década de 1950, e de Carmen Larbalestier, uma mulher branca de Birmingham. Seus pais se divorciaram quando ele tinha dois anos, e Anthony se casou novamente com Linda Hamilton, a quem Lewis considera uma segunda mãe. Lewis possui um meio-irmão por parte de pai chamado Nicolas, nascido com paralisia cerebral e que atualmente é piloto de carros de turismo, e duas meias-irmãs chamadas Nicola e Samantha Lockhart. Nos primeiros anos de sua infância, Lewis viveu com a mãe e as meias-irmãs até os doze anos, quando se mudou para viver com seu pai, seu meio-irmão e sua madrasta em um council flat, apartamento concedido pelo governo, na cidade de Stevenage.
A escola em que Hamilton estudou foi a John Henry Newman School, e ele chegou a ser colega do jogador Ashley Young. Hamilton revelou ter dislexia e lutar contra a depressão desde seus treze anos, por conta do bullying que sofria em sua escola, das dificuldades que ele tinha nos estudos e da pressão que sofria na sua carreira iniciante como piloto. Ele diz que já passou por sessões com uma psicóloga, e que nos dias atuais, usa a meditação para acalmar sua mente. O piloto também disse que não recebeu apoio do diretor de sua escola, que o punia por ele faltar para participar das corridas, e seguiu com esse comportamento mesmo após Hamilton ter assinado com a McLaren. Ele precisou do auxílio de um tutor particular contratado pela própria equipe britânica para terminar seus estudos através do supletivo.
Seu pai Anthony costumava gerir sua carreira profissional, mas Lewis rompeu com ele em 2010, afirmando que se sentia grato pelo apoio de seu pai, mas que ao mesmo tempo, se considerava maduro para tomar as próprias decisões. O piloto afirmou que a relação entre eles era um pouco "tumultuada", mas que os dois voltaram a se reaproximar após a morte de Davidson Hamilton, pai de Anthony e avô de Lewis.
Hamilton foi criado como um católico, embora mais tarde, tenha criticado a Igreja Católica por não abençoar casais do mesmo sexo. Mesmo assim, ele sempre expressou a sua fé, e afirmou que costuma orar e ira à igreja com amigos. Hamilton teve um breve envolvimento com a Cientologia em 2010. Ele tem diversas tatuagens em seu corpo, a maioria de conotação religiosa, com as mais populares sendo a palavra "Blessed" e a frase "Still we rise", que ele retirou do poema Still I Rise de Maya Angelou, e que ele também usa em seu capacete. Ele também possui uma tatuagem do Arsenal, seu time de futebol favorito, e é fã do esporte, tendo amizade com jogadores como Ashley Young e Neymar.
Hamilton teve um relacionamento com a cantora Nicole Scherzinger, integrante do Pussycat Dolls, por vários anos. Os dois se conheceram durante o MTV Europe Music Awards de 2007 em Munique, começaram a namorar em meados de 2008, tendo um breve término em 2010 e em 2011, e se separando definitivamente em 2015. Atualmente, os dois são amigos, e Hamilton também possui amizade com a tenista Serena Williams, a cantora Shakira, com a imprensa levantando rumores sobre um relacionamento entre os dois, e o esgrimista Miles Chamley-Watson.
Hamilton viveu na Suíça de 2007 até 2012, quando se mudou para Mônaco, tendo também residências em Londres e Nova York. Ele é vegano desde 2017, e afirma que isso melhorou sua saúde. O piloto possui um cachorro chamado Roscoe, da raça buldogue que está com ele há mais de dez anos, e que é muito popular entre seus fãs, tendo uma "carreira" como influencer pet. Hamilton também fez seu cão se alimentar de dieta vegana.

## Início da carreira
Hamilton começou no cartismo em 1993, aos oito anos. Aos 10 anos, ele se tornou o mais jovem campeão britânico de kart da classe cadete. Em uma cerimônia de premiações do automobilismo britânico, Hamilton abordou Ron Dennis, então chefe da McLaren, pretendendo pedir um autógrafo. Mas ele aproveitou para também pedir o número de telefone de Dennis, dizendo que um dia, ele viria a pilotar pela McLaren. Em resposta, o dirigente sorriu, deu seu telefone e escreveu no papel para Hamilton ligar em nove anos para fazerem negócio. 
Mas apenas três anos depois, em 1998, com Hamilton se tornando um dos grandes nomes do kart europeu, ele assinou contrato com a McLaren, e também com a Mercedes, para entrar no programa de formação das duas marcas.
Hamilton migrou para os monopostos em 2001, correndo na série de inverno da Fórmula Renault Britânica, na qual se classificou em quinto lugar. Em 2002, correu na categoria principal da F-Renault britânica, ficando em terceiro lugar, com três vitórias, sete pódios e 274 pontos, cinco atrás do vice Jamie Green e 59 atrás do campeão Danny Watts. Em 2003, seu segundo ano na categoria, Hamilton foi campeão, com dez vitórias e treze pódios nas quinze provas que disputou. Ele teve outras conquistas, como o Bahrain Super Prix em 2004, o Masters de Fórmula 3 em 2005, e a Fórmula 3 Euro Series desse mesmo ano, no qual Hamilton foi campeão dominante, com treze poles, quinze vitórias, dez voltas mais rápidas e dezessete pódios em vinte corridas.
Em 2006, Hamilton disputou a GP2 Series pela ART Grand Prix, que na época era comandada por Frédéric Vasseur. Hamilton foi companheiro de Alexandre Prémat, e travou uma batalha pelo título com ele e, principalmente, com Nelsinho Piquet da Piquet Sports, equipe administrada por Nelson Piquet, tricampeão de F1 e pai de Nelsinho. Com cinco vitórias, sete segundos lugares e dois terceiros lugares, Hamilton se sagrou campeão após terminar no pódio na última corrida em Monza, enquanto Piquet, o vice-campeão, só conseguiu um sexto lugar.

## Carreira na Fórmula 1

### McLaren (2007–2012)

#### 2007: estreia e rivalidade com Alonso

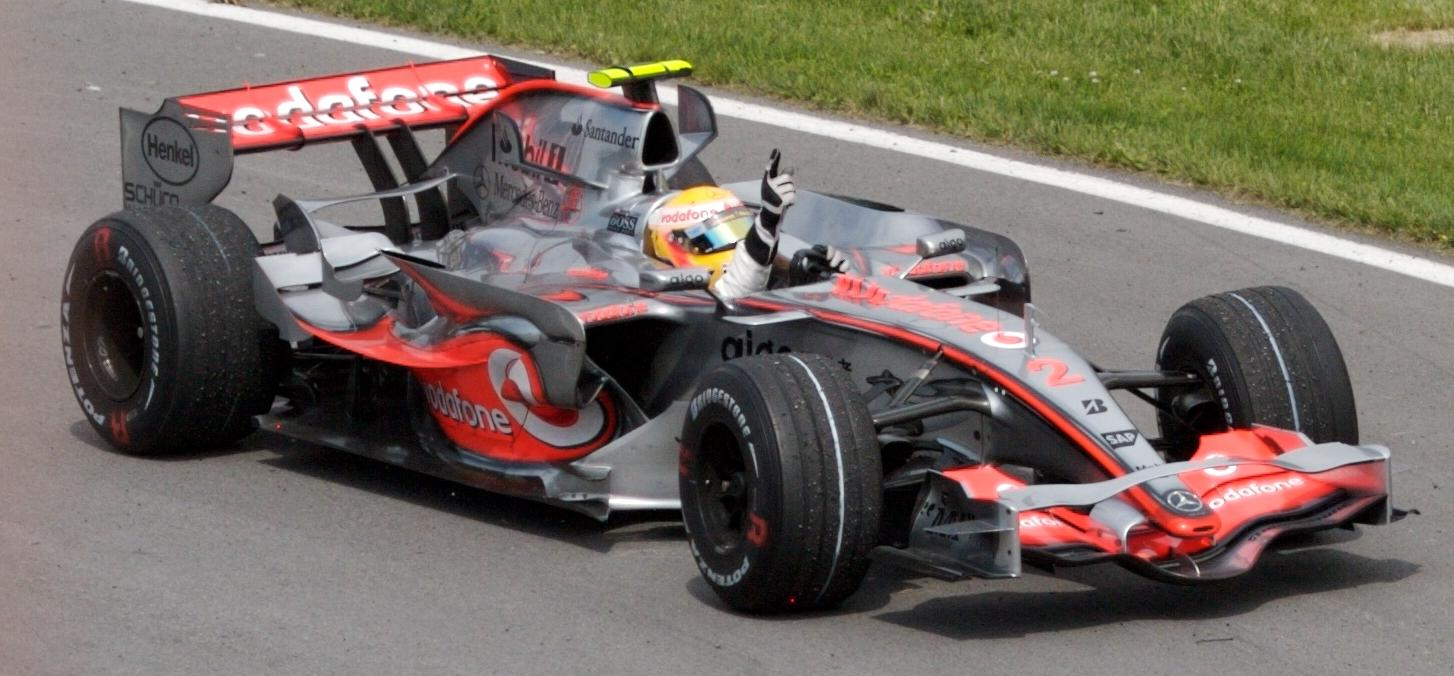
Hamilton venceu sua primeira temporada na categoria, em 2007 no Canadá

No final de 2006, foi anunciado pela McLaren como o piloto da equipe para a temporada 2007, onde correria ao lado do bicampeão dessa altura, Fernando Alonso. Em seu primeiro GP na categoria, o GP da Austrália, conseguiu um terceiro lugar. A sua primeira vitória foi no Grande Prêmio do Canadá de 2007. Nesta temporada, teve problemas com seu companheiro de equipe, Fernando Alonso, que acusava a equipe de favorecer o piloto britânico. Hamilton estava com o título da temporada 2007 nas mãos, porém, ele cometeu erros nas duas últimas corridas e o campeão foi Kimi Räikkönen. Mesmo com a perda do título por apenas um ponto, graças ao jogo de equipe da Ferrari em Interlagos, sua performance foi considerada acima da média para um estreante na Fórmula 1.

#### 2008: batalha com Massa pelo primeiro título
Em janeiro de 2008, a McLaren renovou o contrato de Hamilton, estendendo-o até 2012. Nesse mesmo ano, Lewis Hamilton falou que seu sonho sempre foi pilotar uma McLaren e que pretendia fazer toda sua carreira nesta equipe.
Hamilton consagrou-se campeão Mundial da temporada de 2008 ao ficar em quinto lugar no Grande Prêmio do Brasil de 2008. A disputa só foi decidida na última volta do GP do Brasil, em Interlagos, onde Hamilton, que tinha perdido a posição para Sebastian Vettel, recuperou a mesma ao ultrapassar Timo Glock. Hamilton entrou para a história como o mais novo campeão de todos os tempos, aos 23 anos, além de ser o primeiro campeão negro na Fórmula 1.

#### 2009: dificuldades e limitações na McLaren
Em 2009, após a primeira etapa da temporada, o Grande Prêmio da Austrália, Hamilton foi desclassificado por ter mentido aos comissários na reunião após a corrida. Durante as últimas voltas da corrida, o piloto da Toyota, Jarno Trulli que estava logo a frente do piloto inglês, teria perdido o controle do carro, saindo da pista e sendo ultrapassado por Hamilton, enquanto o safety car estava na pista. O inglês então abriu passagem para o italiano recuperar sua colocação ainda sob bandeira amarela. Trulli foi penalizado pelos comissários com 25 segundos. No entanto, a FIA entendeu que Hamilton não deveria ter passado Trulli.
Nas etapas que vieram a seguir, com o carro limitado, Hamilton não conseguiu o mesmo desempenho das duas temporadas anteriores. A primeira vitória da temporada foi apenas na décima corrida, o Grande Prêmio da Hungria. Voltou a ganhar em Singapura, terminando a temporada em quinto lugar.

#### 2010: retorno à liderança

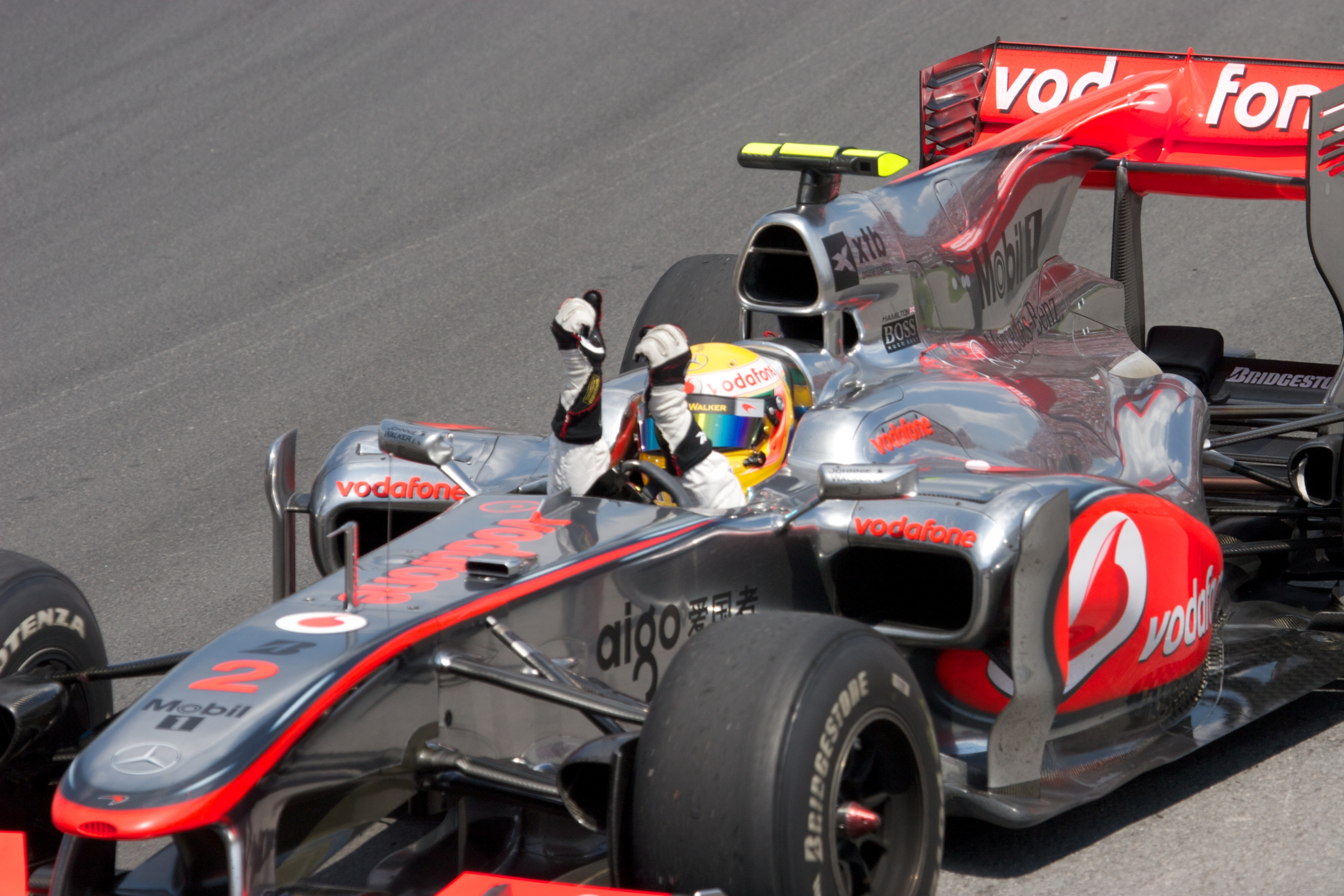
Hamilton comemorando sua vitória no Grande Prêmio do Canadá de 2010

Hamilton começou a temporada de 2010 com um terceiro lugar no Grande Prêmio do Barém. O segundo pódio da temporada veio com o segundo lugar conquistado no Grande Prêmio da China. Após conseguir ótimas posições nas corridas na Turquia, Canadá e Europa, Hamilton se tornou o primeiro na Classificação geral. Ao final do campeonato, Hamilton ainda figurava como candidato ao título, embora suas chances fossem mais remotas. Em 14 de novembro de 2010, de forma surpreendente, o piloto alemão Sebastian Vettel venceu a corrida em Abu Dhabi. O piloto inglês chegou em segundo não só na corrida, perdendo também o posto de piloto mais jovem a vencer um campeonato de Fórmula 1 para o Vettel. Terminou o campeonato com 240 pontos e três vitórias.

#### 2011: instabilidades no carro
Hamilton começou a temporada com um segundo lugar no GP da Austrália, atrás de Sebastian Vettel da Red Bull, apesar de ter que lidar com o assoalho danificado em sua McLaren, que segundo o piloto, estaria causando perda de pressão aerodinâmica. No Grande Prémio da Malásia, se qualificou em segundo e terminou em sétimo, lutando em parte devido ao desgaste dos pneus e sendo marcados por Fernando Alonso da Ferrari, na fase final. Hamilton e Alonso receberam 20 segundos de tempo de sanções pós-corrida, que Hamilton caiu para o oitavo lugar atrás de Kamui Kobayashi, enquanto Alonso ficou em sexto.
A primeira vitória da temporada veio na China, ultrapassando o então líder da corrida Sebastian Vettel, com apenas quatro voltas restantes para o final. Voltou a vencer na Alemanha. No Grande Prêmio de F1 da Índia realizado em 30 de outubro, volta a ter problemas com Felipe Massa; ao tentar fazer uma ultrapassagem sobre o piloto brasileiro em busca do 5° lugar, estes se colidem novamente ocasionando uma punição de drive through ao piloto da Ferrari. No GP de Abu Dhabi, Hamilton largou em segundo, e após Vettel abandonar a corrida por conta de um pneu furado na primeira volta, Hamilton assumiu a liderança e dominou a prova até sua 3º vitória na temporada. Na última corrida do ano, no Brasil, Hamilton abandonou a corrida por conta de problemas no câmbio.

#### 2012: adeus à McLaren
O piloto inglês conquistou a primeira pole position da temporada, marcando o tempo de 1min24s922, fazendo uma "dobradinha" com o companheiro de equipe Jenson Button, que ficou em segundo. No começo da prova, Jenson Button largou melhor e assumiu a ponta já na primeira curva da corrida.
No final de setembro, foi anunciada a transferência de Hamilton, da McLaren para a Mercedes, para a disputa da temporada de 2013. Segundo declarações de Martin Whitmarsh, a equipe inglesa chegou a fazer uma "proposta financeira que é melhor do que qualquer um na Fórmula 1".

### Mercedes-AMG (2013–2024)

#### 2013: adaptação à nova equipe

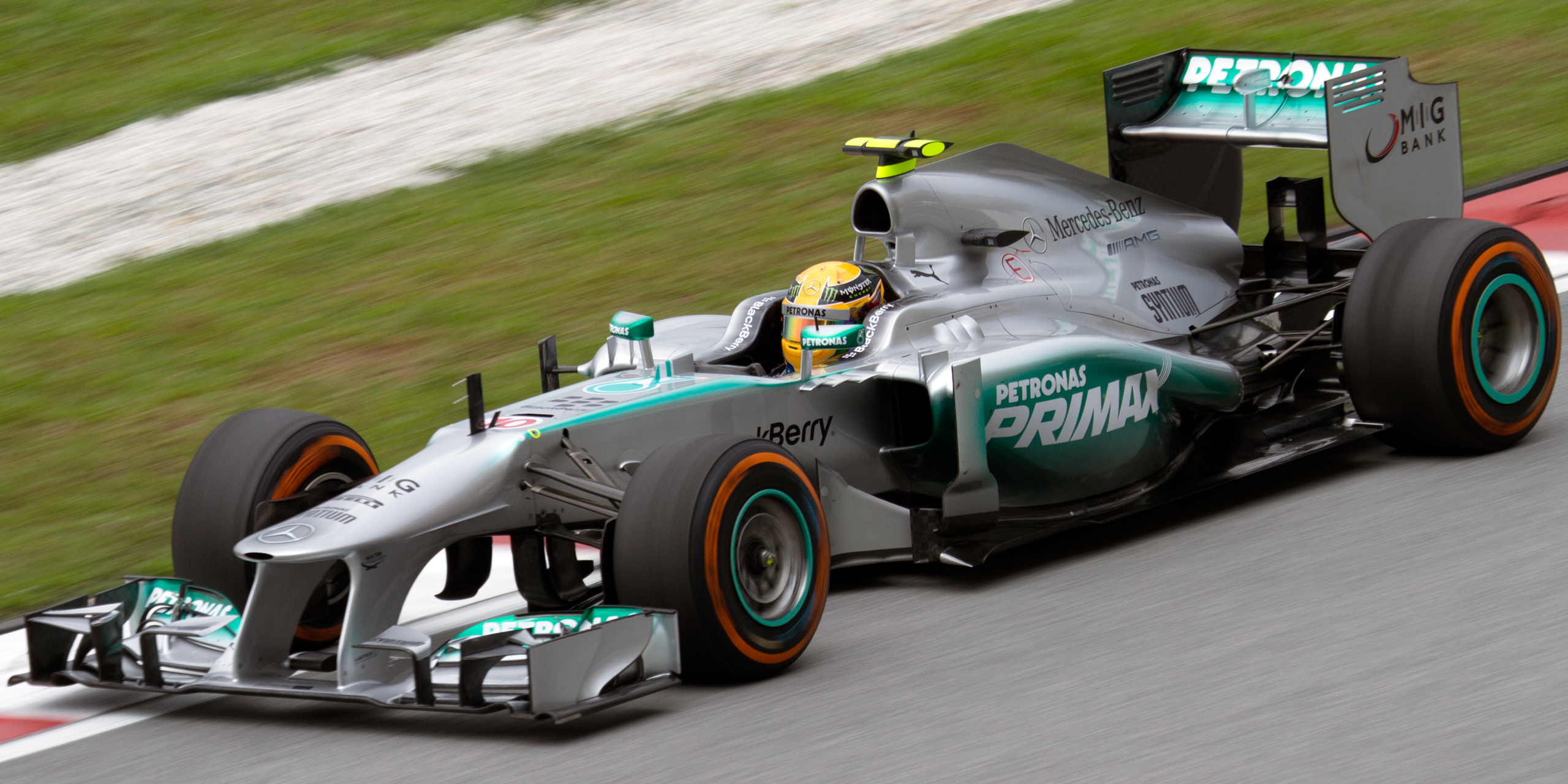
Hamilton durante o Grande Prêmio da Malásia de 2013.

Em 2013 fez sua estreia pela equipe Mercedes no Grande Prêmio da Austrália, terminando a prova na quinta colocação. Na etapa seguinte, no Grande Prêmio da Malásia, conquistou seu primeiro pódio pela equipe ao chegar em terceiro lugar. No Grande Prêmio da China, conseguiu sua primeira pole position com as Flechas de Prata.
No Grande Prêmio da Hungria, conquistou a primeira vitória pela equipe Mercedes, ficando à frente de Kimi Räikkönen e Sebastian Vettel na corrida.

#### 2014: disputa com Rosberg e bicampeonato
Com o Mercedes F1 W05 afirmando-se superior a todos os concorrentes, Lewis e seu companheiro de equipe, Nico Rosberg, foram os postulantes ao título mundial. Iniciou a primeira metade do campeonato em desvantagem em relação a ele, especialmente com o abandono na primeira corrida na Austrália. Entretanto, a partir da prova de Singapura, alcançou a liderança do campeonato, reação em meio a cinco vitórias consecutivas: Itália, a citada Singapura, Japão, Rússia e Estados Unidos.
Na última etapa, com pontuação dobrada em Abu Dhabi, necessitava de apenas um segundo lugar para ser campeão - em caso de vitória de Rosberg, porém venceu e obteve seu segundo título.

#### 2015: tricampeonato

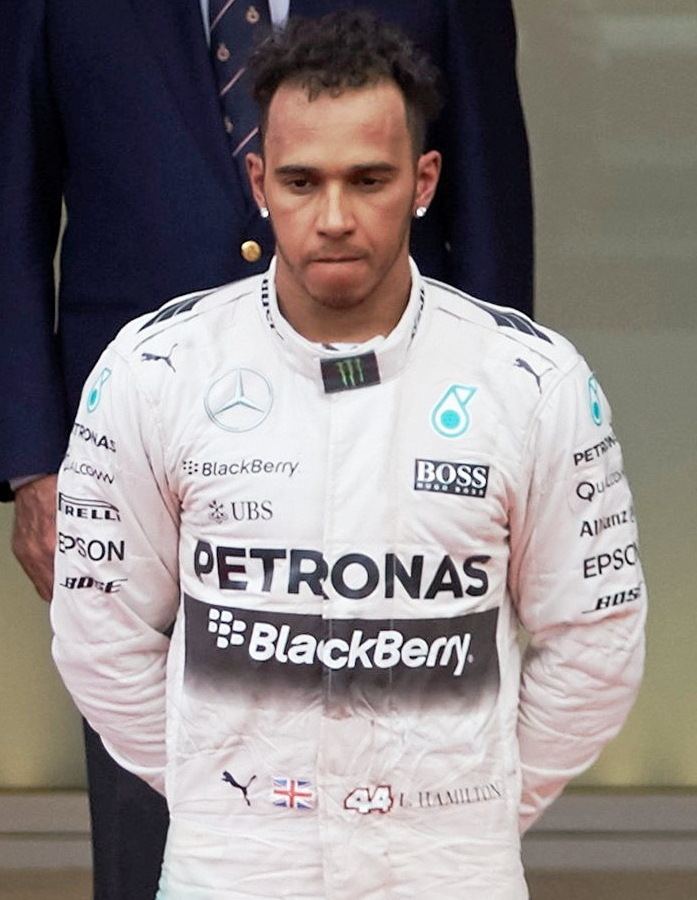
Hamilton em 2015

No dia 12 de abril de 2015 após vencer o Grande Prêmio da China, o britânico foi alvo de críticas por ter espirrado champanhe no rosto de uma das mulheres contratadas para recepcionar os pilotos no pódio do Circuito de Xangai. O ato havia passado batido até fotos circularem na internet mostrando o exato momento em que Lewis acertava o rosto da mulher, que pareceu incomodada com a situação. O episódio, que recebeu algumas críticas nas redes sociais, ganhou maior dimensão ao ser condenado por uma líder de uma ONG de defesa dos direitos da mulheres. Roz Hardie, diretora executiva da “Object” destacou que a modelo chinesa não parecia confortável com a atitude do piloto e classificou o comportamento de Hamilton como “sexista”. Ela pediu para que o inglês pedisse desculpas e disse que o episódio retrata o comportamento machista encontrado no mundo do automobilismo.
Durante o Grande Prêmio de Mônaco a equipe anunciou a extensão de seu contrato até o fim de 2018. O piloto declarou: "Mercedes é minha casa e eu não poderia estar mais feliz por permanecer aqui por mais três anos".
No dia 11 de outubro de 2015 após vencer o Grande Prêmio da Rússia, em Sóchi, na comemoração, uma imagem chamou atenção: o piloto da Mercedes aparece estourando uma garrafa de champanhe ao lado do presidente russo, Vladimir Putin, que entregou os troféus aos primeiros colocados. Hamilton na ocasião negou o fato: “Eu realmente não molhei. Parece que tem uma foto esquisita, mas não joguei champanhe nele. Eu realmente não quero arrumar problemas”, brincou o piloto.
Diferente de 2014, Hamilton liderou o campeonato desde a abertura e tornou-se campeão com antecipação de três corridas ao vencer nos Estados Unidos.

#### 2016: intensificação da disputa com Rosberg

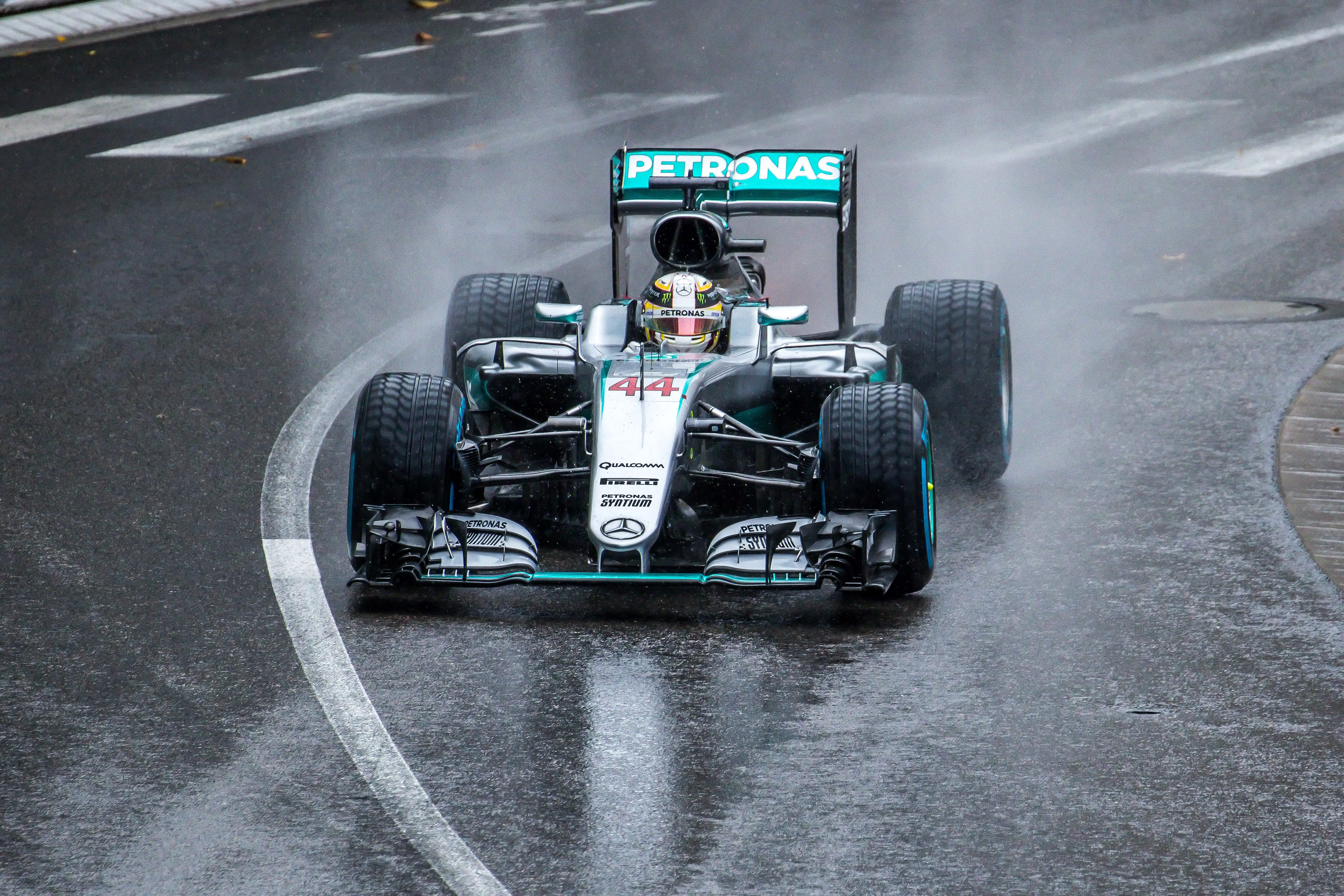
Hamilton no Grande Prêmio de Mônaco de 2017.

Iniciou a temporada sendo superado largamente pelo companheiro de equipe Rosberg, que venceu as quatro primeiras provas e lhe impôs uma desvantagem de 43 pontos. Na quinta etapa, na Espanha, colidiu com Rosberg duas curvas após a largada e ambos abandonaram. A direção de prova considerou incidente de corrida. Na etapa seguinte, em Mônaco, venceu mas com a ajuda de Rosberg, que em ritmo mais lento, permitiu a ultrapassagem de Hamilton, e este conseguiu superar Daniel Ricciardo.
Venceria a seguir Canadá, Áustria, Grã-Bretanha e Hungria, assumindo a liderança do campeonato com 192 pontos. Tornou-se, ainda, o maior vencedor do Grande Prêmio Húngaro com cinco vitórias. No entanto, Rosberg obteria três vitórias consecutivas e reassumiria a liderança em Singapura. Na prova seguinte, na Malásia, enquanto liderava, Rosberg recuperava-se desde a última posição após ser tocado logo após a largada. Desafortunadamente, Hamilton abandonou no Canadá por quebra do motor a quinze voltas do fim. Seu rival, ao contrario, ainda alcançaria o pódio na terceira posição, ampliando a vantagem sobre Hamilton para 23 pontos. A diferença subiu ainda mais - 30 pontos - no Japão, após Hamilton obter o terceiro posto e Rosberg vencer mais uma vez.
Lewis venceu as quatro últimas provas - Estados Unidos, México, Brasil e Abu Dhabi, mesmo assim, não conseguiu impedir que Rosberg - que terminaria em segundo lugar nestas mesmas provas, alcançasse o título mundial com cinco pontos de vantagem.
Nesta temporada veio a superar na etapa do Brasil a marca de Alain Prost de número total de vitórias - 52, e tornou-se o segundo maior neste quesito, atrás somente de Michael Schumacher vencedor 91 vezes.

#### 2017: recorde de poles e tetracampeonato

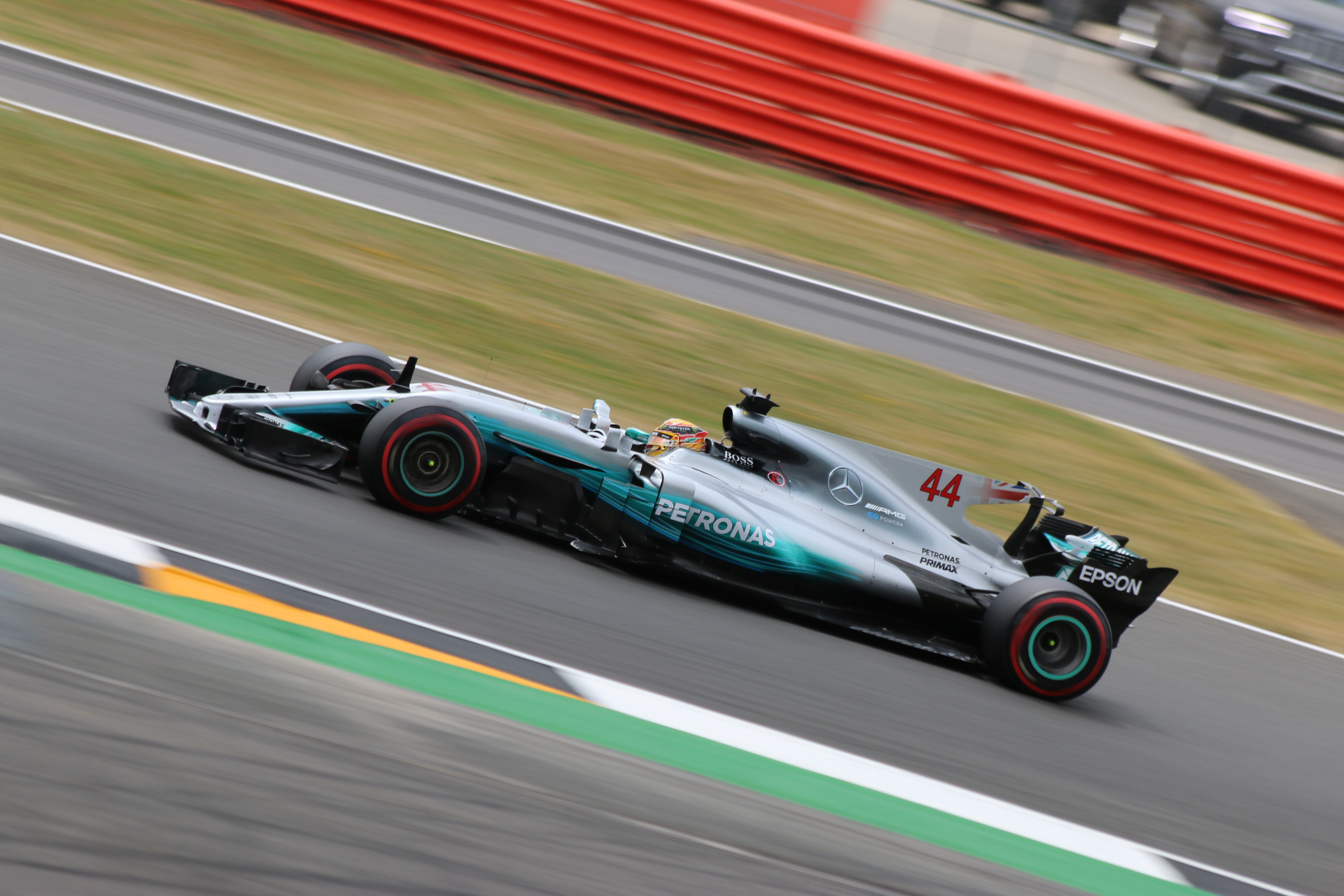
Hamilton no Grande Prêmio da Grã-Bretanha de 2017.

Em 10 de junho no treino classificatório para Grande Prêmio do Canadá, igualou o recorde de poles de seu ídolo Ayrton Senna chegando a 65 poles na carreira. Ao fim do treino classificatório que definiu a pole, Hamilton recebeu de presente da família de Ayrton como forma de homenagem pelo feito, uma réplica do capacete utilizado pelo piloto brasileiro. Com a pole conquistada Hamilton se igualou ao lado de Senna como segundo piloto a largar mais vezes na frente em toda a história, atrás apenas do alemão Michael Schumacher com 68.
Em 26 de agosto, nos treinos livres para o Grande Prêmio da Bélgica igualou o recorde de Michael Schumacher chegando a 68 poles positions.
No dia 2 de Setembro, nos treinos livres para o Grande Prêmio da Itália, Hamilton fez história anotando a sua pole de número 69, tornando-se assim o detentor do recorde absoluto, como o piloto com o maior número de pole positions na história da categoria, superando Michael Schumacher.
No dia 29 de outubro de 2017, no Grande Prêmio do México sagrou-se tetracampeão mundial de Fórmula 1, superando o rival Sebastian Vettel. A decisão do campeonato quase foi adiada para o Grande Prêmio do Brasil, depois de uma confusão na largada envolvendo os três primeiros colocados. Na primeira curva, Max Verstappen largando em segundo conseguiu ultrapassar o pole position Sebastian Vettel, que tocou em Verstappen, Hamilton se aproveitando da confusão conseguiu ultrapassar Vettel, mas acabou sendo tocado pelo mesmo e teve o pneu traseiro direito furado. Ele e Vettel foram para os boxes, o último para trocar a asa danificada e Hamilton para trocar o pneu furado. Sebastian Vettel precisava de uma combinação de resultados para evitar que o tetracampeonato de Hamilton fosse conquistado no México, na melhor das hipóteses Vettel teria que vencer e torcer para que Hamilton recebesse a bandeirada após a quinta colocação, ou na pior delas, Vettel teria que chegar em segundo e Hamilton não poderia figurar até a nona colocação.
Sebastian Vettel chegou apenas em quarto, o que acabou não sendo suficiente para manter a luta do campeonato viva, mesmo que Hamilton terminasse sem marcar pontos. Lewis Hamilton recebeu a bandeirada quadriculada na nona colocação, sagrando-se tetracampeão mundial, e entrando para um seleto grupo de pilotos, se igualando ao próprio Sebastian Vettel e Alain Prost na lista dos campeões com quatro títulos na história da Fórmula 1. Hamilton foi campeão restando duas provas para o fim do campeonato. Max Verstappen foi o vencedor do Grande Prêmio do México.

#### 2018: disputa com Vettel pelo pentacampeonato
Após uma batalha ferrenha contra o alemão Sebastian Vettel, consagrou-se pentacampeão com 11 vitórias na temporada contra 5 do alemão. Foi uma das temporadas mais brilhantes de Hamilton, improvisando até a forma de pilotagem para conseguir andar próximo das ferraris de Kimi Raikkonen e Sebastian Vettel. Com o título, Lewis Hamilton se igualou a Juan Manuel Fangio, com 5 conquistas.

#### 2019: hexacampeonato dominante
Os primeiros GP's mostraram um amplo domínio da Mercedes, com 6 dobradinhas e 8 vitórias (6 de Hamilton e 2 de Valtteri Bottas) em 8 corridas. Após as férias de verão, a Ferrari conseguiu equilibrar o jogo, com um pacote de atualizações do SF90, tendo conquistado 5 pole positions e 3 vitórias em 6 GP's disputados. A Red Bull se manteve como terceira força na temporada.
Hamilton conquistou o hexacampeonato mundial no grande prêmio dos Estados Unidos, com 2 corridas de antecedência. Pontuou em todas as etapas, igualando o feito que apenas Michael Schumacher havia alcançado, em 2002. Terminou ainda a temporada em grande estilo, após ter conseguido realizar o Grand Chelem na última corrida, em Abu Dhabi. Assim sendo, Lewis Hamilton ultrapassou Juan Manuel Fangio (com 5 títulos), ficando atrás apenas de Michael Schumacher, que possui 7 títulos.

#### 2020: centésima vitória e heptacampeonato
No Grande Prêmio de Portugal de 2020, Lewis Hamilton ultrapassou o recorde de 91 vitórias de Michael Schumacher, ao conseguir seu 92.º triunfo. Ele também é o maior recordista de pole positions na Fórmula 1, com 101 poles. No Grande Prêmio da Turquia de 2020, Lewis Hamilton ultrapassou o recorde de 72 vitórias por uma mesma equipe, de Michael Schumacher pela Ferrari, ao conseguir seu 73.º triunfo pela equipe Mercedes. Nesse mesmo Grande Prêmio, Hamilton sagrou-se heptacampeão vencendo a temporada de Fórmula 1 de 2020. Com o heptacampeonato, Hamilton igualou seus títulos aos sete títulos de Schumacher.
Em dezembro, testou positivo para a COVID-19 em meio à Pandemia de COVID-19. Após a notificação da doença, Hamilton teve que aderir o isolamento social e não pode participar do Grande Prêmio de Sakhir de 2020.
Hamilton recebeu o título de cavaleiro da Ordem do Império Britânico e passará a ser chamado de "Sir", segundo a lista internacional dessa honraria para o Ano Novo do Reino Unido.

#### 2021: rivalidade com Verstappen

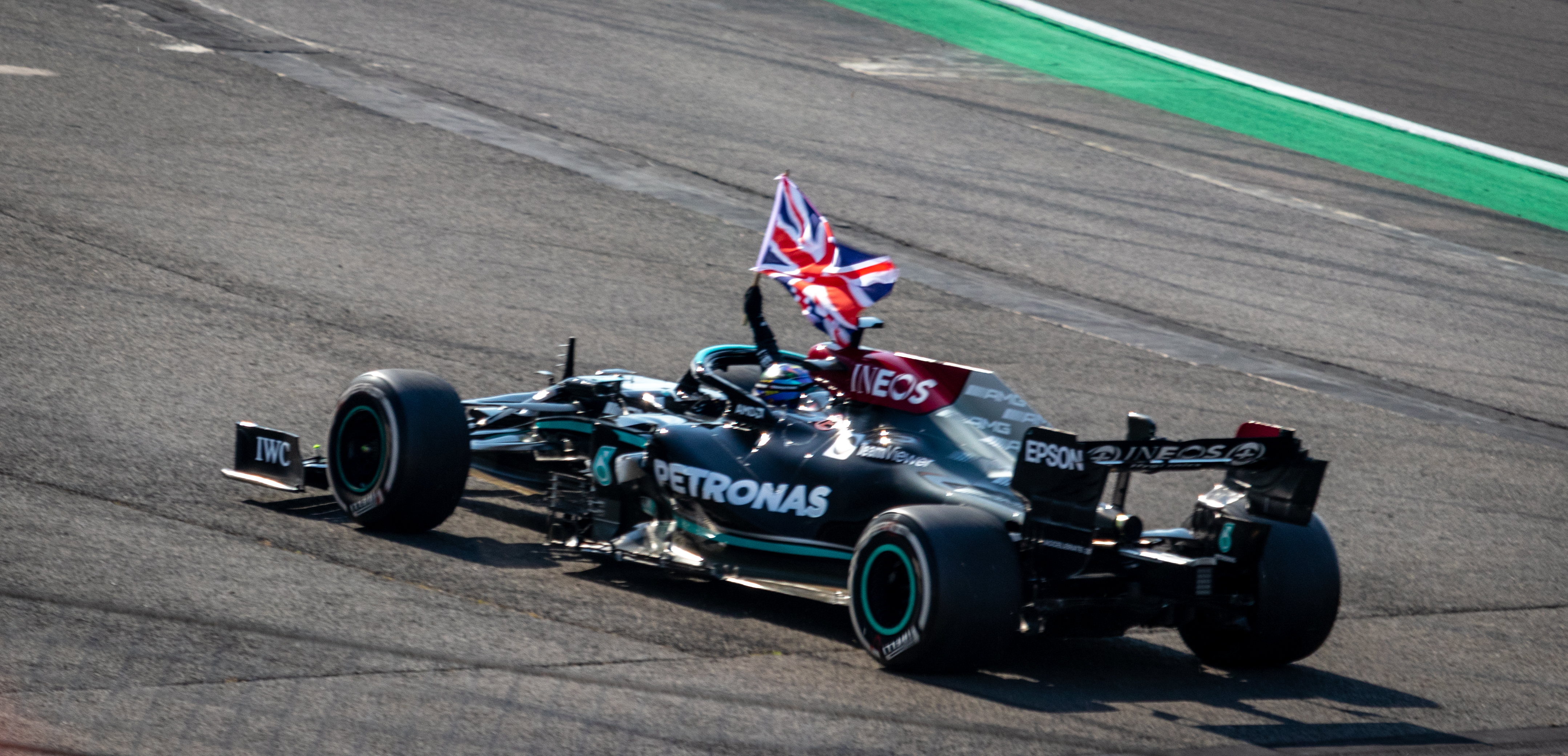
Hamilton comemorando sua vitória no Grande Prêmio da Grã-Bretanha de 2021

Em fevereiro de 2021, Hamilton assinou um contrato para continuar competindo pela equipe em 2021. No Grande Prêmio da Espanha de 2021, em maio, Hamilton se tornou o primeiro piloto a alcançar 100 poles na Fórmula 1. Em julho de 2021, Hamilton assinou uma extensão de contrato para permanecer com a Mercedes até o final de 2023. Ele será parceiro de George Russell na temporada de 2022. No Grande Prêmio da Rússia de 2021, Hamilton se tornou o primeiro piloto a alcançar 100 vitórias na Fórmula 1. Ele batalhou intensamente pelo título com Max Verstappen, tendo uma sequência de vitórias em São Paulo, Catar e Arábia Saudita, com direito a uma atuação memorável tanto na sprint quanto na corrida principal da etapa brasileira. Hamilton esteve próximo de conquistar seu oitavo título na prova de Abu Dhabi, liderando boa parte da prova, mas viu Max Verstappen se aproximar nas voltas finais, sendo ajudado por um safety car e uma decisão de Michael Masi, diretor de provas, de mandar os retardatários que estavam entre os dois postulantes ao título se realinharem, o que permitiu que o neerlandês da Red Bull o ultrapassasse rumo à vitória e ao título. Posteriormente, Hamilton se queixou da decisão de Masi, afirmando ter sido "roubado", e que chegou a cogitar deixar a F1.

#### 2022–2023: Primeiras temporadas sem vitórias na Fórmula 1 e dificuldades da Mercedes

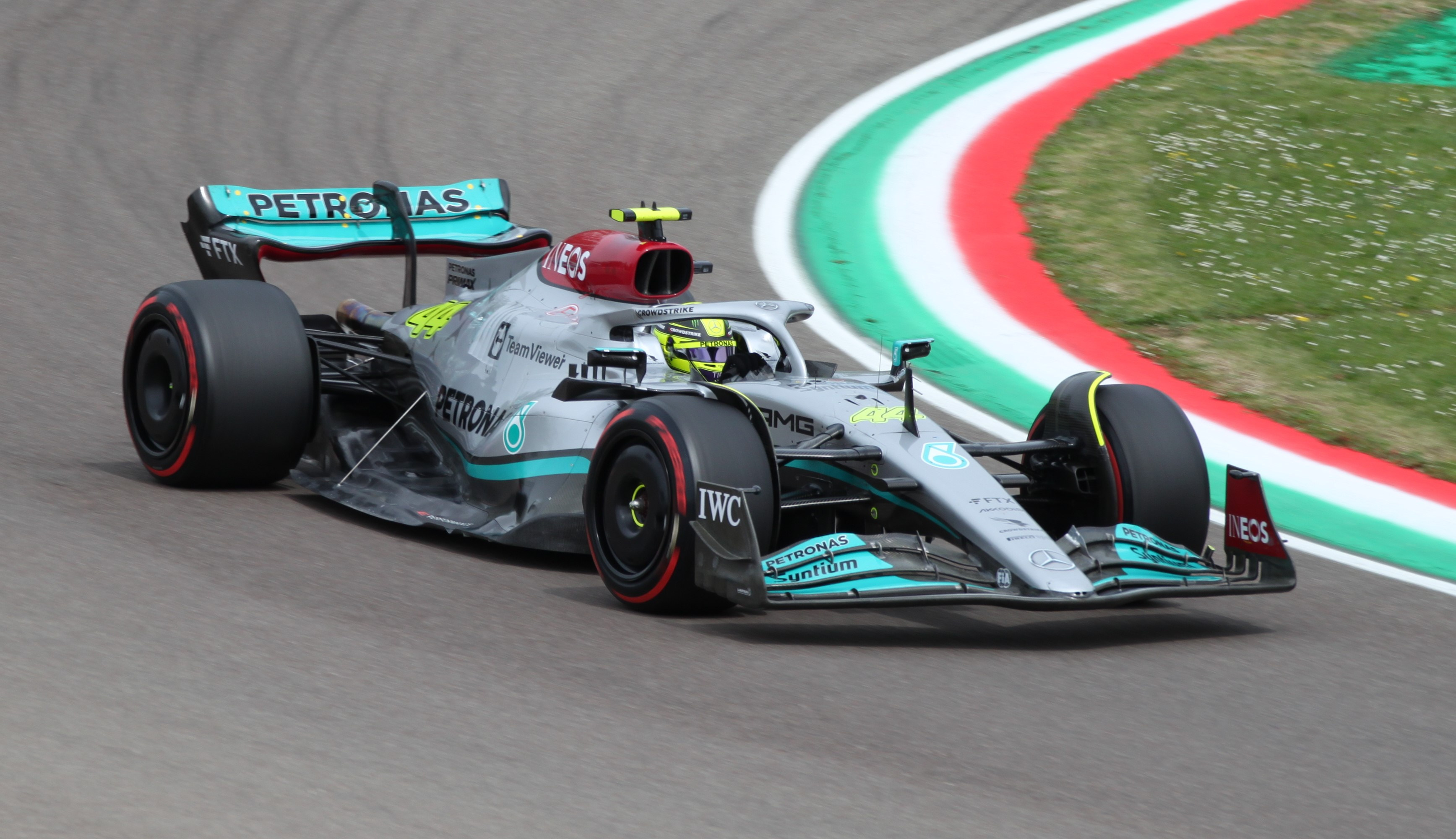
Hamilton during free practice at the

Hamilton teve a parceria de George Russell para 2022 , no lugar da saída de Bottas. A temporada viu mudanças significativas nos regulamentos técnicos que buscaram utilizar o efeito solo para gerar força descendente. Durante os testes de pré-temporada no Bahrein , a Mercedes apresentou seu design de carro “zero sidepod”, que era radicalmente diferente do de seus concorrentes. O Mercedes W13 sofreu com extrema intoxicação no início da temporada, o que limitou o potencial do carro; no Grande Prêmio da Arábia Saudita , Hamilton considerou o carro "indisponível". Durante a primeira metade da temporada, Hamilton teve poucos pontos em comparação com Russell, apesar de ter estado envolvido no desenvolvimento do W13, ele teve que experimentar configurações experimentais do carro até o Grande Prêmio da Inglaterra . À medida que suas contribuições para o desenvolvimento do carro foram concluídas, ele conseguiu um desempenho melhor. Hamilton marcou mais pódios e pontos no campeonato do que Russell durante a segunda metade da temporada. Durante a temporada, Hamilton estabeleceu recordes como, mais temporadas consecutivas com pelo menos um pódio, mais temporadas consecutivas com pelo menos uma volta liderada, mais corridas com um único construtor, mais aparições no Q3, mais resultados entre os 10 primeiros e mais xadrez bandeiras alcançadas no Grande Prêmio de Mônaco, maior número de pódios em um único circuito, maior número de pontos marcados no Circuito de Monza e maior número de pódios no Grande Prêmio dos Estados Unidos.
No final da temporada, Hamilton alcançou nove pódios, mas não conseguiu uma vitória ou pole position em uma temporada pela primeira vez em sua carreira na Fórmula 1. Ele terminou em sexto lugar no Campeonato de Pilotos, 35 pontos atrás de Russell, que terminou em quarto lugar. Mas Hamilton conseguiu se classificar em posições mais altas no grid e conquistou mais pódios do que Russell.
A Mercedes começou a temporada de 2023 preocupada com sua competitividade, com Hamilton dizendo que “não estavam onde queriam” após os testes de pré-temporada. Ele terminou em quinto lugar na corrida de abertura no Barém, mais de 50 segundos atrás do vencedor Verstappen. Hamilton alcançou seu primeiro pódio da temporada na Austrália para ampliar seu próprio recorde.

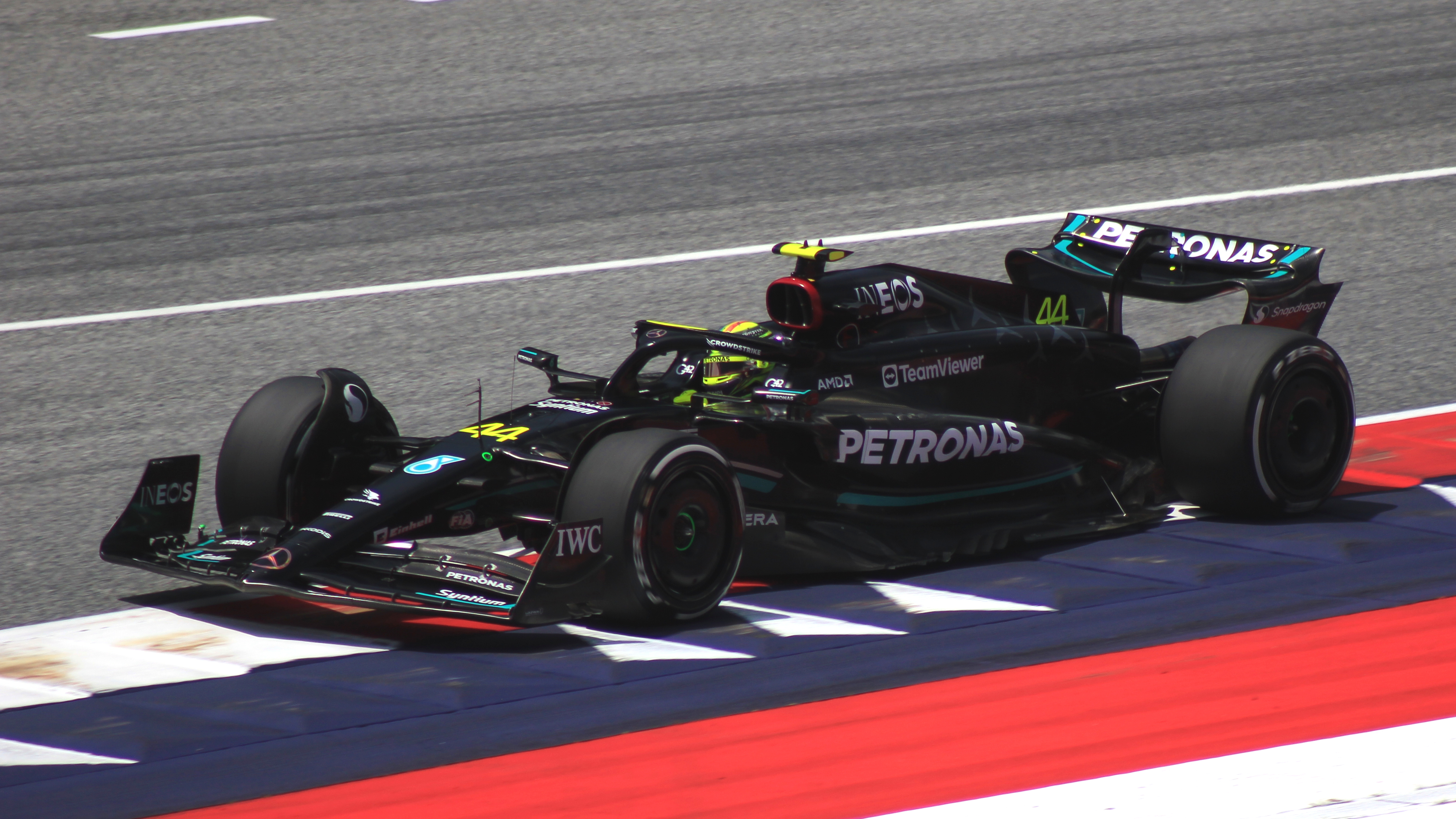
Hamilton durante o

Depois de pódios consecutivos em Espanha e Canadá, ele lutou desde o sétimo lugar da grelha para conquistar o terceiro lugar na sua corrida caseira em Silverstone. No Grande Prêmio da Hungria de 2023, Hamilton qualificou-se 0,003 segundos à frente de Verstappen para conquistar sua 104ª pole position e a primeira desde 2021.
Em 31 de agosto de 2023, um dia antes da primeira sessão de treinos livres do GP da Itália, Hamilton assinou um contrato de dois anos para permanecer com a Mercedes até a temporada de 2025. George Russell também assinou uma extensão de dois anos, mantendo a dupla de pilotos da Mercedes. No Grande Prêmio de Singapura de 2023, Hamilton se classificou em quinto, mas terminaria a corrida em terceiro depois de herdar a posição depois que Russell caiu do terceiro lugar na última volta.

#### 2024: Última temporada na Mercedes e fim da seca de vitórias

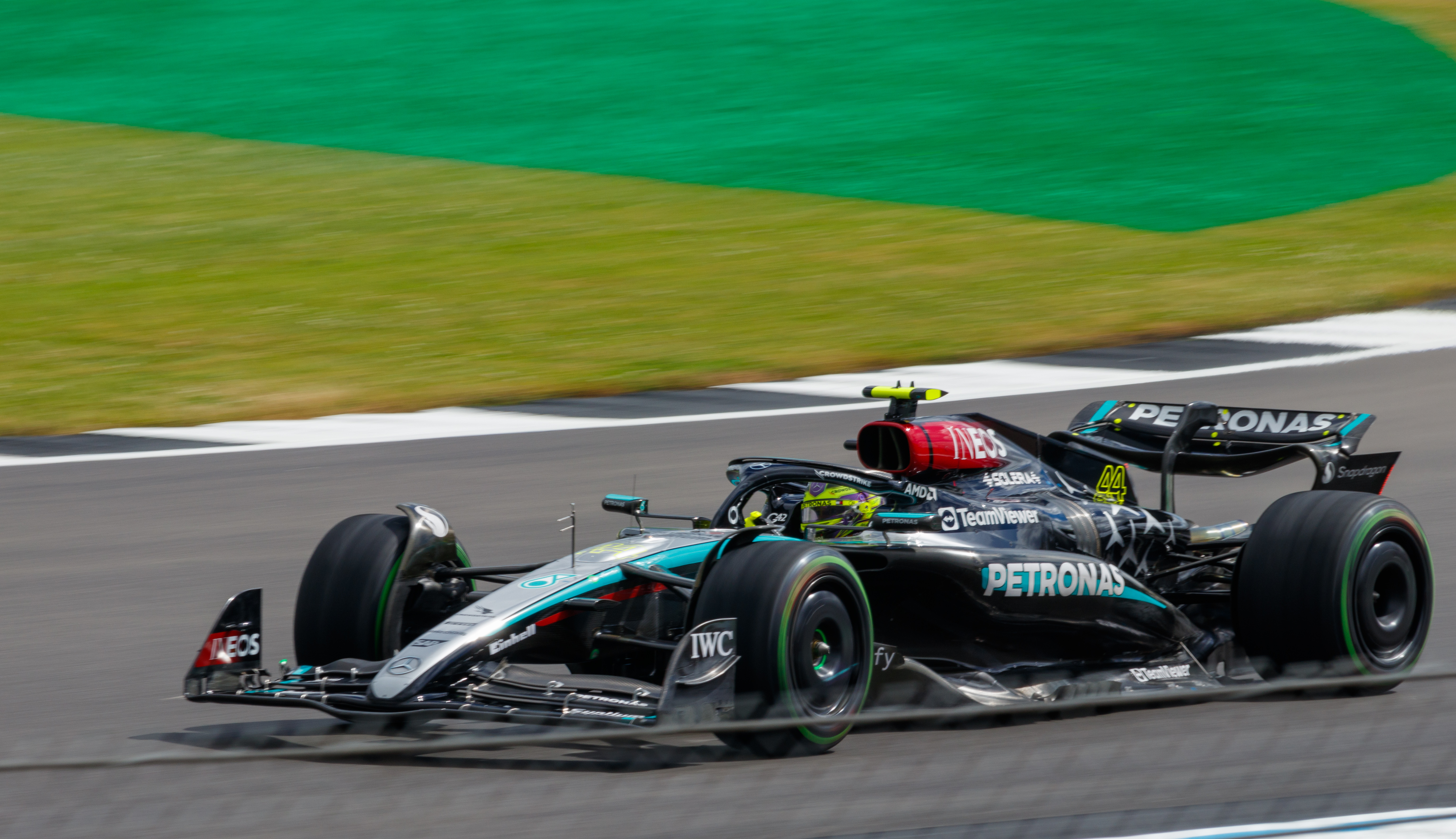
Hamilton no GP da Grã-Bretanha de 2024, que marcou o fim de seu jejum de vitórias na F1

Em 1 de fevereiro de 2024, a Mercedes anunciou que Hamilton havia exercido uma cláusula de rescisão em seu contrato para deixar a equipe no final da temporada de 2024.
Em 7 de julho de 2024, no Grande Prêmio da Grã-Bretanha, exatos 945 dias desde sua última vitória na Fórmula 1, que havia ocorrido no Grande Prêmio da Arábia Saudita de 2021, Hamilton conseguiu a sua 104° vitória na categoria. Além de por fim ao jejum de vitórias, o triunfo do britânico no seu Grande Prêmio de casa fez com que ele se tornasse o piloto que mais vezes venceu em um mesmo circuito, com 9 vitórias em Silverstone, desempatando de Michael Schumacher (8 vitórias no GP da França, Circuit de Nevers Magny-Cours) e de si próprio (que também já venceu 8 vezes no GP da Hungria, Hungaroring) nessa estatística. Lewis se tornou o primeiro piloto na história da Fórmula 1 a vencer após romper a barreira dos 300 Grandes Prêmios participados na categoria, com sua vitória de número 104 sendo conquistada em sua corrida de número 344.
Na corrida seguinte, após assegurar uma terceira colocação no GP da Hungria de 2024, Lewis Hamilton se tornou o primeiro piloto na história da Fórmula 1 a atingir a marca de 200 pódios.
Hamilton ainda voltaria a vencer em 2024 no GP da Bélgica após seu companheiro de equipe, George Russell, que havia terminado a corrida na primeira colocação, ser desclassificado por seu carro estar 1.5kg abaixo do peso mínimo requirido pelo regulamento técnico da Fórmula 1 na pesagem após a prova. Hamilton voltou a fazer um pódio em Las Vegas, vencido por Russell, mas terminou o ano atrás de seu companheiro de equipe, tanto em classificações quanto em número de pontos. Em sua última corrida na Mercedes, Hamilton foi homenageado pelos funcionários da equipe e por Russell, que usou capacete especial com um desenho dele e do heptacampeão. Hamilton, por sua vez, homenageou a Mercedes em seu capacete. Na última volta do GP de Abu Dhabi, Hamilton ultrapassou Russell, e após a chegada, agradeceu à equipe, se ajoelhou perto do carro e ganhou totem especial da FIA, sendo autorizado a dar "zerinhos" na pista e a celebrar com a Mercedes.

### Scuderia Ferrari (2025–)
Pouco depois da Mercedes confirmar a saída de Hamilton, a Scuderia Ferrari confirmou que Hamilton havia assinado um contrato plurianual com a equipe italiana, passando assim a fazer parceria com Charles Leclerc. Posteriormente, foi revelado pelo chefe da equipe, Frédéric Vasseur, que o contrato com Hamilton é válido até o final da temporada de 2027.

## Rivalidades

### Fernando Alonso

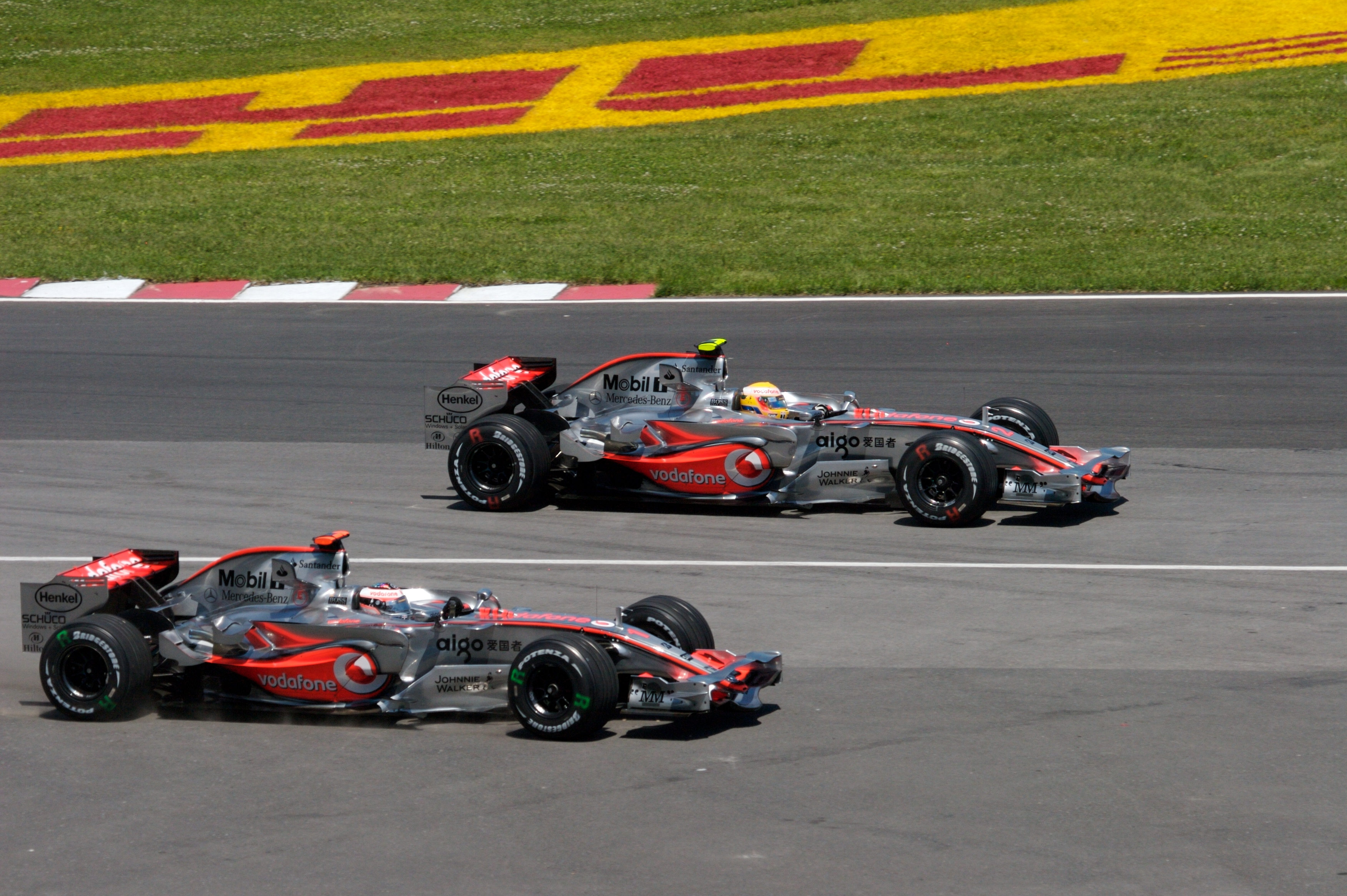
Hamilton (acima) e Alonso no GP do Canadá de 2007, vencido pelo britânico

Hamilton estreou na F1 tendo como companheiro um dos maiores nomes da categoria na época: Fernando Alonso, que vinha de dois títulos consecutivos pela Renault e buscava o tricampeonato pela McLaren, equipe que apoiava Hamilton desde a base. Os dois pilotos conquistaram pódios e vitórias, se colocando na briga pelo título, mas no GP dos Estados Unidos, Hamilton se defendeu de uma manobra de Alonso de forma dura, que desagradou o espanhol. Na etapa da Hungria, Alonso respondeu atrasando Hamilton durante a classificação. Fernando chegou a acusar a McLaren de favorecer Lewis, e ele também foi acusado de presentear os mecânicos da McLaren para fazê-los passarem para o seu lado, mas no fim, o título acabou indo para Kimi Raikkonen, e a equipe acabou sendo desclassificada por conta do que se chamou de "spygate", que foi uma apropriação de informações confidenciais sobre o carro da Ferrari. Hamilton e Alonso terminaram 2007 empatado no número de vitórias e de pontos, mas o britânico levou vantagem por ter mais segundos lugares.
Em 2008, Alonso foi para a Renault, enquanto Hamilton permaneceu na McLaren até 2012. Ao longo dos anos, os dois pilotos foram desenvolvendo uma relação de respeito mútuo, com Alonso afirmando que a imaturidade de ambos os pilotos tenha piorado ainda mais a situação, e culpando Ron Dennis por ter deixado que os pilotos controlassem a equipe, embora ele também tenha admitido que não acha que será amigo de Hamilton no futuro.

### Felipe Massa
A história entre Hamilton e Felipe Massa teria começado em 2006, quando os dois pilotos compartilharam uma carona na França, e disputaram para ver qual deles se sentaria no banco da frente, com o brasileiro da Ferrari levando a melhor. O próprio Massa relatou também que após ser campeão da GP2 no final daquele ano, Hamilton foi até ele para lhe "jurar" que os dois "bateriam roda".
Em 2007, Massa chegou a ser candidato ao título, assim como Hamilton, mas o brasileiro ficou para trás, sendo convencido pela Ferrari a atuar como escudeiro de Kimi Raikkonen, que viria a ser campeão no final do ano. Mas em 2008, foi a vez de Massa brigar pelo título com Hamilton. O britânico liderou quase todo o campeonato, mas Massa teve mais vitórias, e chegou ao Grande Prêmio do Brasil dependendo de si mesmo e de um sexto lugar de Hamilton. Mas na última volta, pouco após Massa receber a bandeirada como vencedor da prova, Hamilton ultrapassou Timo Glock para ficar com o quinto lugar e o título.

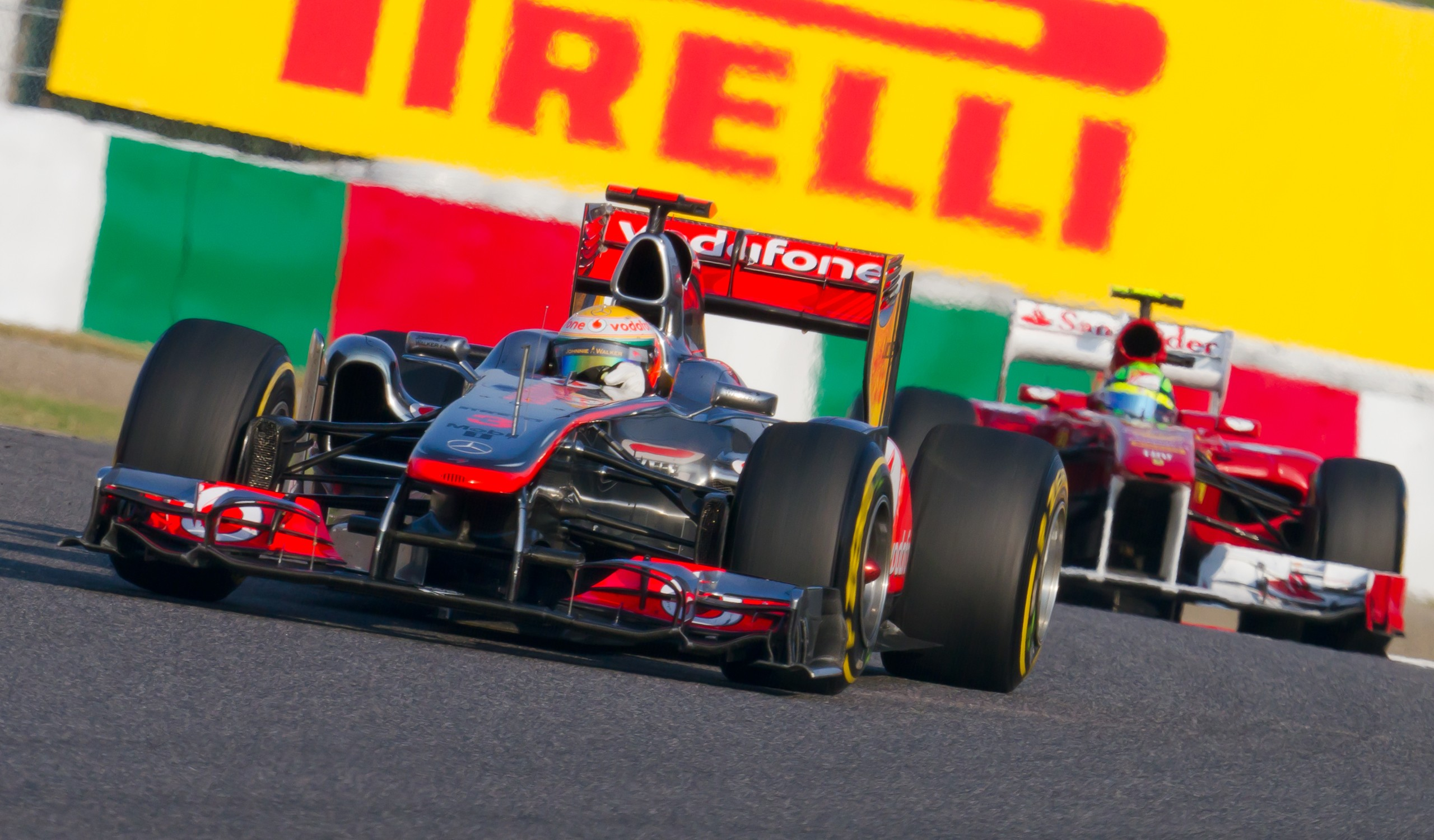
Hamilton (à frente) e Massa durante o GP de Japão de 2011

Massa e Hamilton não voltaram a brigar pelo título nos anos seguintes, por conta da piora de desempenho de suas equipes, mas em 2011, eles chegaram a ter problemas em diversas ocasiões, com os dois batendo em Mônaco, Grã-Bretanha, Japão e Índia, e o brasileiro chegou a cobrar Hamilton publicamente durante as entrevistas na zona mista do GP de Singapura, mas os dois voltaram às boas no Brasil.
Em 2009, foi revelado ao público o esquema da Renault para fazer Nelsinho Piquet bater e ajudar Fernando Alonso a vencer o Grande Prêmio de Singapura de 2008, que se tornou conhecido como o Singapuragate. Anos depois, após declarações de Bernie Ecclestone de que a FIA sabia do escândalo desde 2008, mas optou por não fazer nada, Massa decidiu entrar com uma ação judicial para ser declarado campeão mundial de 2008. Mas o piloto brasileiro afirma que não está fazendo isso por "vingança" contra Hamilton, e sim por "justiça".

### Nico Rosberg

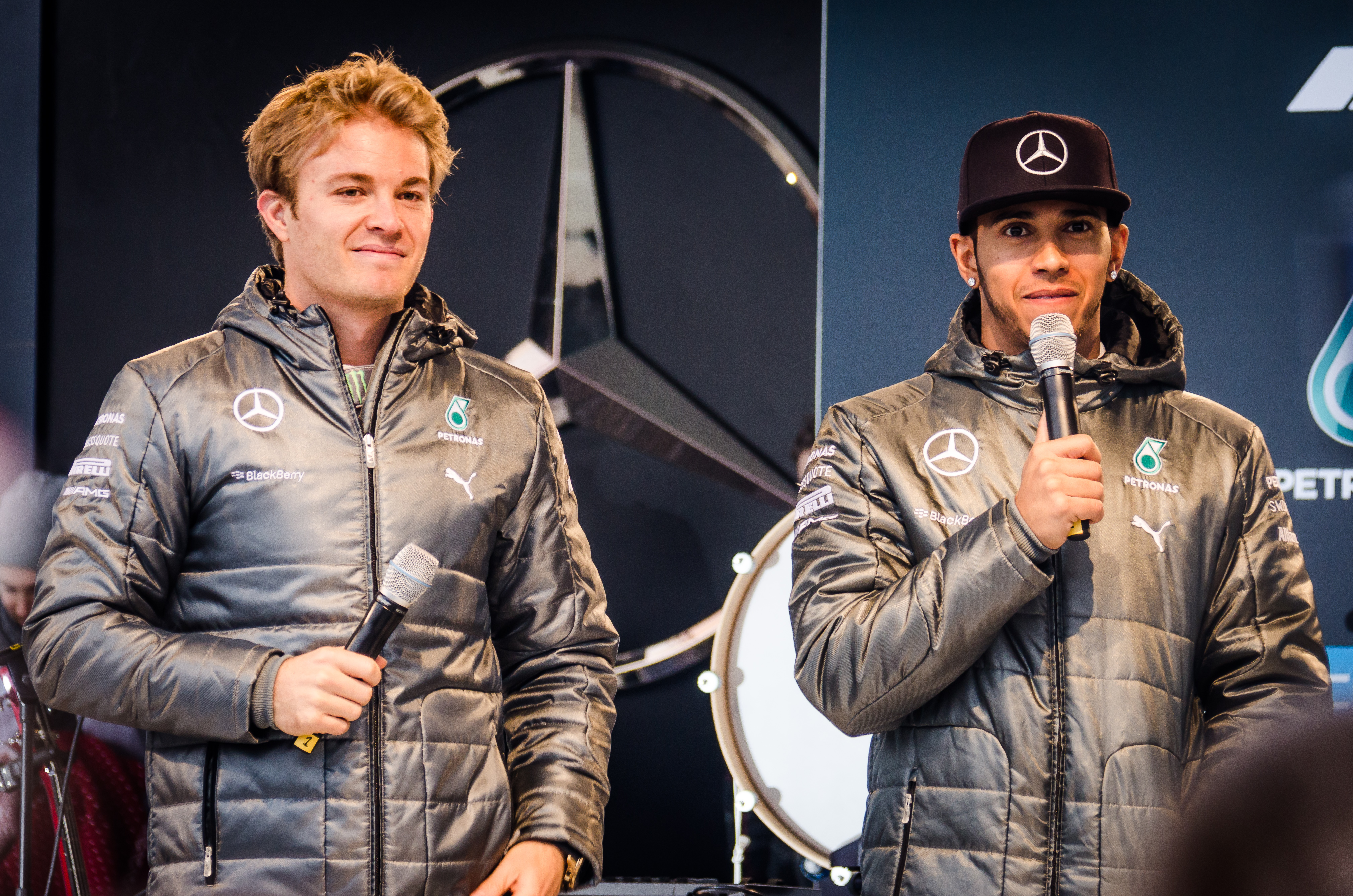
Rosberg (esquerda) e Hamilton (direita) em 2014

Por diversas vezes o carro de Lewis e o de Rosberg se tocaram, fazendo com que em todas delas, pelo menos um ficasse de fora da corrida.
No Grande Prêmio da Bélgica em 2014 Hamilton liderava a prova depois de ter superado Rosberg na largada, mas o companheiro tentou a ultrapassagem em um ponto não muito propício. Sem espaço e sem conseguir frear a tempo, a asa dianteira de Rosberg acabou pegando o pneu traseiro esquerdo de Hamilton. Com o toque, o composto de Lewis rasgou e o britânico precisou abandonar a prova, e viu a vitória cair no colo de Daniel Ricciardo. Nico, que precisou trocar a asa dianteira, terminou em segundo, mas acabou sendo vaiado no pódio. O curioso é que, de novo, a palavra "inaceitável" foi a usada por Toto Wolff para descrever o incidente caseiro.
No Grande Prêmio da Áustria em 2016 Hamilton colocou por fora de Rosberg na curva 2. O alemão não quis deixar barato, espalhou e ambos se tocaram. O inglês saiu da pista e retornou mergulhando à frente do companheiro e tomou a ponta. Nico quebrou a asa dianteira, que prendeu embaixo do carro. Enquanto Hamilton partia para uma vitória improvável, Rosberg se arrastava para cruzar em quarto, atrás de Verstappen e Raikkonen. Ao final da prova, Toto Wolff, chefe da equipe, classificou o incidente como "estúpido", e não descartou adotar ordens de equipe na Mercedes, ainda que saiba que a medida pode desagradar os fãs. Já Nico culpou o companheiro pelo incidente.
No Grande Prêmio da Espanha em 2016 Hamilton foi ultrapassado pelo companheiro Nico Rosberg na primeira curva. O britânico tentou dar o troco na saída da curva três, mas Nico fechou a porta e Hamilton acabou saindo da pista, perdendo o controle e batendo no alemão. Fim de prova para as Flechas de Prata.
No dia 27 de novembro de 2016, na última corrida do mundial de pilotos de F1 no GP de Abu Dhabi, Lewis Hamilton fez de tudo para que os rivais colassem e ultrapassassem Nico Rosberg, na tentativa de que o companheiro de equipe  fosse superado por Sebastian Vettel (Ferrari) e Max Verstappen (RBR) e chegasse em quarto, posição que renderia ao britânico o tetracampeonato mundial. A tática ousada de Hamilton, classificada até como "jogo sujo" por Vettel, elevou a tensão nos boxes da Mercedes e deu contornos dramáticos às voltas finais. Em determinado momento, preocupada com o risco de seus pilotos não vencerem a corrida, a escuderia alemã entrou pelo rádio pedindo para que o britânico apertasse o ritmo, mas o tricampeão ignorou as ordens e segurou Rosberg até o fim da prova. Terminada a corrida, o chefe da escuderia, Toto Wolff, falou que estava dividido pela atitude de Lewis, mas que acima de tudo ele abria um precedente.

### Max Verstappen

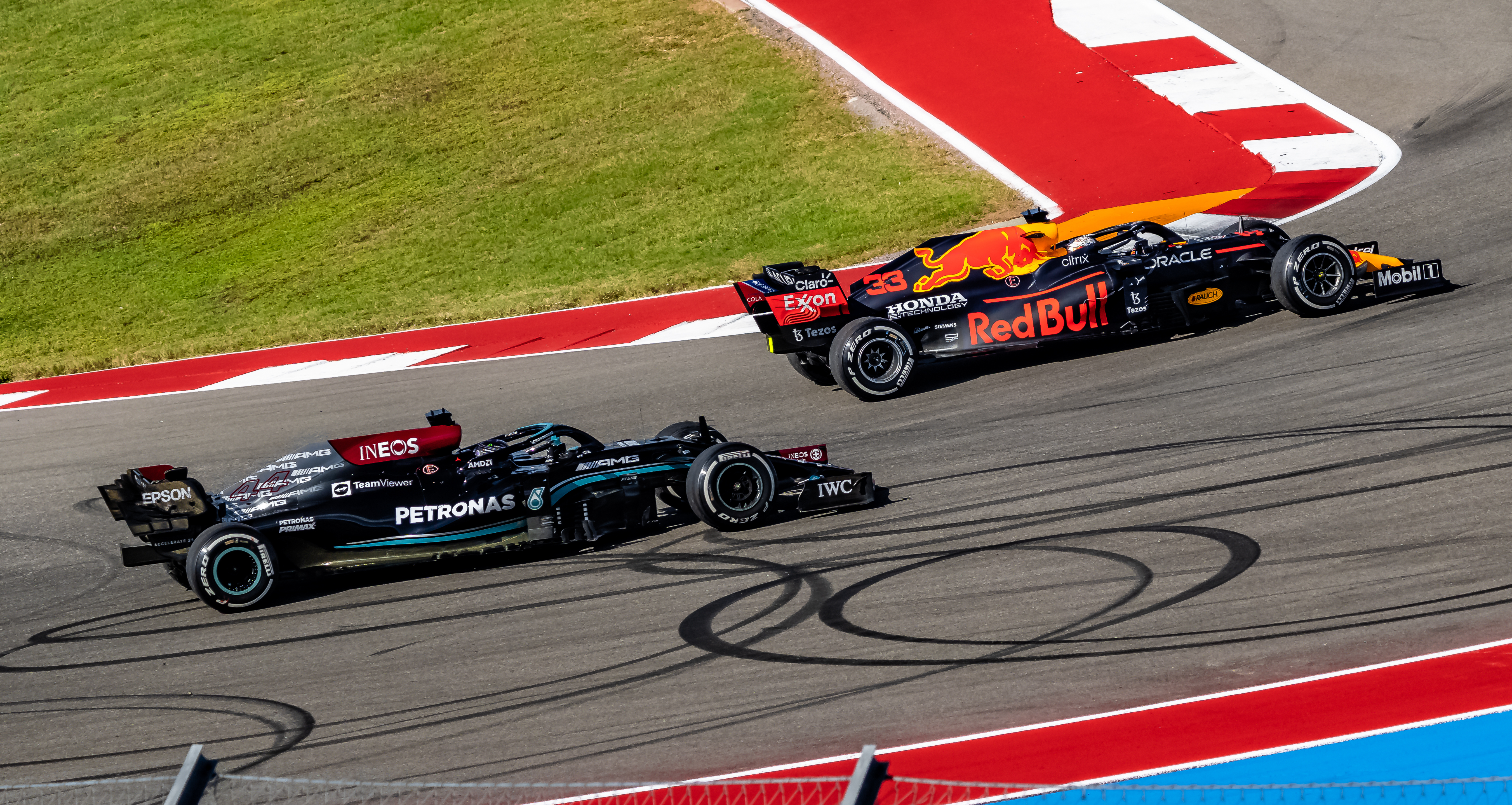
Hamilton (à esquerda) e Verstappen no GP dos EUA de 2021

Max Verstappen começou na F1 em 2015, ano do terceiro título de Lewis Hamilton, e durante os anos iniciais de sua carreira na F1, o neerlandês testemunhou Hamilton acumulando vitórias, títulos e recordes. Verstappen, que não tinha um carro capaz de brigar por vitórias de forma consistente, chegou a alfinetar o britânico, dizendo que o domínio dele na F1 estava "ficando chato". Mas em 2021, a rivalidade entre os dois explodiu durante o GP da Grã-Bretanha, em que Verstappen e Hamilton se tocaram e o piloto da Red Bull acabou abandonando a prova, enquanto o mercedista venceu, mesmo sendo punido com dez segundos. Dali pra frente, sempre que ambos se encontravam na pista, havia a expectativa de um incidente, que foi o que aconteceu na Itália, quando o carro de Verstappen ficou por cima do de Hamilton e os dois abandonaram. Mas o ápice foi em Abu Dhabi, quando Hamilton liderou a maior parte da prova, mas a entrada de um safety car e a decisão de Michael Masi de mandar que os retardatários que estavam separando Verstappen e Hamilton saíssem do caminho ajudaram a virar o jogo para o neerlandês, que ultrapassou Hamilton facilmente por ter pneus mais novos e foi campeão, impedindo o britânico de alcançar o oitavo título.
De 2022 em diante, foi a vez de Verstappen acumular vitórias, títulos e recordes, enquanto Hamilton teve que lidar com um carro incapaz de fazer frente à Red Bull. Dessa vez, foi Hamilton que veio a público criticar o domínio de Verstappen, afirmando que a FIA deveria ajudar as equipes a se aproximar da Red Bull. Os dois pilotos voltaram a ter incidentes, como no GP da Hungria de 2024, onde Verstappen tocou Hamilton, que o acusou de ser hostil com ele. Mas os dois pilotos conservam respeito pelas conquistas um do outro, com Hamilton dizendo ter ficado feliz por Verstappen ter conseguido o tetracampeonato em 2024, e Verstappen dizendo que Hamilton era um dos melhores da história da F1.

## Outras atividades

### Ativismo e filantropia
Hamilton é engajado em causas sociais, como o antirracismo, a promoção dos direitos humanos, a igualdade de gênero, e a causa LGBT. Ele sempre sofreu com o racismo, tendo que lidar com ofensas de torcedores de pilotos adversários, como alguns fãs de Alonso fizeram durante os treinos em Barcelona em 2008, de membros de equipes adversárias, como Vettel afirmou ter visto entre alguns funcionários das equipes que correu, e de pilotos, como Nelson Piquet, que usou um termo para se referir à cor de sua pele e fez insinuações sobre sua sexualidade em entrevista, o que causou um processo do heptacampeão britânico ao tricampeão brasileiro. Em 2020, Hamilton participou de um ato de protesto antirracista, se ajoelhando sempre antes das corridas da F1, seguindo a tendência lançada por atletas da NFL, para denunciar o racismo e a violência policial. Seis pilotos não se ajoelharam, entre eles, Max Verstappen e Charles Leclerc, embora Hamilton tenha dito que nenhum de seus colegas era obrigado a fazê-lo, que respeitava os que não tinham se ajoelhado, e que a ideia tinha partido da F1 e da Associação de Pilotos, não dele. Depois, ele criou a iniciativa Mission 44 para promover a capacitação de professores negros em áreas da ciência e tecnologia. Hamilton usou o design de seus capacetes para promover suas causas, usando um com a frase "Black Lives Matter" em julho de 2020, e outro nas cores da bandeira arco-íris nas rodadas finais de 2021, para promover os direitos dos homossexuais nos países árabes.

### Empreendedorismo
Em 2017, Hamilton abriu um restaurante em Londres chamado Neat Burger, especializado em hambúrgueres veganos. Ele se tornou coproprietário do Denver Broncos, time da NFL, em 2022, e tentou comprar um time de futebol britânico, o Chelsea, que curiosamente, é grande rival do Arsenal, time que Hamilton torce. Ele também é dono de uma equipe de rali, a X44, que competiu na Extreme E de 2020 a 2024 e foi campeã em 2022.

### Música
Hamilton sempre gostou de música, tendo desejado aprender a tocar guitarra na infância. Ele colaborou com Christina Aguilera na música Pipe, usando o pseudônimo XNDA. Hamilton sabe tocar violão e piano, mostrando seus dotes musicais para seus fãs em suas redes sociais.

## Marcas

#### Recordes de Lewis Hamilton na Fórmula 1
- 2016 (Mercedes) - Pontos
- 2017 (Mercedes) - Pole positions
- 2020 (Mercedes) - Vitórias e Pódios
- 2021 (Mercedes) - Maior número de voltas lideradas
- 2021 (Mercedes) - Número de pole positions com 3 dígitos: 100
- 2021 (Mercedes) - Número de vitórias com 3 dígitos: 100
- 2024 (Mercedes) - Número de vitórias numa mesma pista: 9 (Circuito de Silverstone)
- 2024 (Mercedes) - Primeiro piloto a atingir 200 aparições no pódio da F1

## Registros na carreira

### Sumário da carreira nokarting
| Temporada | Categoria                                      | Equipe  | Classificação |
| --------- | ---------------------------------------------- | ------- | ------------- |
| 1995      | Super 1 National Championship – IAME Cadet     |         | 1.º           |
| 1996      | Kartmasters British Grand Prix – Comer Cadet   |         | 1.º           |
| 1997      | Super 1 National Championship – Formula Yamaha |         | 1.º           |
| 1998      | Torneo Industrie – 100 Junior                  |         | 19.º          |
| 1998      | Green Helmet Trophy – Cadets                   |         | 12.º          |
| 1998      | Italian Open Masters – ICA Junior              |         | 4.º           |
| 1999      | Torneo Industrie Open – ICA                    |         | 1.º           |
| 1999      | South Garda Winter Cup – ICA Junior            |         | 6.º           |
| 1999      | Trofeo Andrea Margutti – 100 Junior            |         | 18.º          |
| 1999      | Italian Open Masters – ICA Junior              |         | 4.º           |
| 1999      | European Championship – ICA Junior             |         | 2.º           |
| 2000      | Trofeo Andrea Margutti – Formula A             |         | 7.º           |
| 2000      | Campeonato Mundial de Kart – Formula A         | MBM.com | 1.º           |
| 2000      | European Championship – Formula A              | MBM.com | 1.º           |
| 2000      | Campeonato Mundial de Kart – Formula A         | MBM.com | 20.º          |
| 2001      | South Garda Winter Cup – Formula Super A       |         | 7.º           |
| 2001      | Italian Open Masters – Formula A               | MBM.com | 4.º           |
| 2001      | Campeonato Mundial de Kart – Formula Super A   | MBM.com | 15.º          |
| Fonte:    |                                                |         |               |

### Sumário da carreira automobilística
| Temporada | Categoria                                    | Equipe                        | Corridas | Vitórias | Poles | V.M.R. | Pódios | Pontos | Classificação |
| --------- | -------------------------------------------- | ----------------------------- | -------- | -------- | ----- | ------ | ------ | ------ | ------------- |
| 2001      | Fórmula Renault Britânica (Série de Inverno) | Manor Motorsport              | 4        | 0        | 0     | 0      | 0      | 48     | 7.º           |
| 2002      | Fórmula Renault Britânica                    | Manor Motorsport              | 13       | 3        | 3     | 5      | 7      | 274    | 3.º           |
| 2002      | Fórmula Renault 2000 Eurocopa                | Manor Motorsport              | 4        | 1        | 1     | 2      | 3      | 92     | 5.º           |
| 2003      | Campeonato Britânico de Fórmula Renault      | Manor Motorsport              | 15       | 10       | 11    | 9      | 13     | 419    | 1.º           |
| 2003      | Campeonato Britânico de Fórmula 3            | Manor Motorsport              | 2        | 0        | 0     | 0      | 0      | 0      | NC            |
| 2003      | Fórmula Renault 2000 Masters                 | Manor Motorsport              | 2        | 0        | 0     | 0      | 1      | 24     | 12.º          |
| 2003      | Fórmula Renault 2000 Alemanha                | Manor Motorsport              | 2        | 0        | 0     | 0      | 0      | 25     | 27.º          |
| 2003      | Korea Super Prix                             | Manor Motorsport              | 1        | 0        | 1     | 0      | 0      | N/A    | NC            |
| 2003      | Grande Prémio de Macau                       | Manor Motorsport              | 1        | 0        | 0     | 0      | 0      | N/A    | NC            |
| 2004      | Formula 3 Euro Series                        | Manor Motorsport              | 20       | 1        | 1     | 2      | 5      | 69     | 5.º           |
| 2004      | Bahrain Superprix                            | Manor Motorsport              | 1        | 1        | 0     | 0      | 1      | N/A    | 1.º           |
| 2004      | Grande Prémio de Macau                       | Manor Motorsport              | 1        | 0        | 1     | 0      | 0      | N/A    | 14.º          |
| 2004      | Masters of Formula 3                         | Manor Motorsport              | 1        | 0        | 0     | 0      | 0      | N/A    | 7.º           |
| 2005      | Formula 3 Euro Series                        | ASM Formule 3                 | 20       | 15       | 13    | 10     | 17     | 172    | 1.º           |
| 2005      | Masters of Formula 3                         | ASM Formule 3                 | 1        | 1        | 1     | 1      | 1      | N/A    | 1.º           |
| 2006      | GP2 Series                                   | ART Grand Prix                | 21       | 5        | 1     | 7      | 14     | 114    | 1.º           |
| 2007      | Formula 1                                    | Vodafone McLaren Mercedes     | 17       | 4        | 6     | 2      | 12     | 109    | 2.º           |
| 2008      | Formula 1                                    | Vodafone McLaren Mercedes     | 18       | 5        | 7     | 1      | 10     | 98     | 1.º           |
| 2009      | Formula 1                                    | Vodafone McLaren Mercedes     | 17       | 2        | 4     | 0      | 5      | 49     | 5.º           |
| 2010      | Formula 1                                    | Vodafone McLaren Mercedes     | 19       | 3        | 1     | 5      | 9      | 240    | 4.º           |
| 2011      | Formula 1                                    | Vodafone McLaren Mercedes     | 19       | 3        | 1     | 3      | 6      | 227    | 5.º           |
| 2012      | Formula 1                                    | Vodafone McLaren Mercedes     | 20       | 4        | 7     | 1      | 7      | 190    | 4.º           |
| 2013      | Formula 1                                    | Mercedes-AMG Petronas F1 Team | 19       | 1        | 5     | 1      | 5      | 189    | 4.º           |
| 2014      | Formula 1                                    | Mercedes-AMG Petronas F1 Team | 19       | 11       | 7     | 7      | 16     | 384    | 1.º           |
| 2015      | Formula 1                                    | Mercedes-AMG Petronas F1 Team | 19       | 10       | 11    | 8      | 17     | 381    | 1.º           |
| 2016      | Formula 1                                    | Mercedes-AMG Petronas F1 Team | 21       | 10       | 12    | 3      | 17     | 380    | 2.º           |
| 2017      | Formula 1                                    | Mercedes-AMG Petronas F1 Team | 20       | 9        | 11    | 7      | 13     | 363    | 1.º           |
| 2018      | Formula 1                                    | Mercedes-AMG Petronas F1 Team | 21       | 11       | 11    | 3      | 17     | 408    | 1.º           |
| 2019      | Formula 1                                    | Mercedes-AMG Petronas F1 Team | 21       | 11       | 5     | 6      | 17     | 413    | 1.º           |
| 2020      | Formula 1                                    | Mercedes-AMG Petronas F1 Team | 16       | 11       | 10    | 6      | 14     | 347    | 1.º           |
| 2021      | Formula 1                                    | Mercedes-AMG Petronas F1 Team | 22       | 8        | 5     | 6      | 17     | 387,5  | 2.º           |
| 2022      | Formula 1                                    | Mercedes-AMG Petronas F1 Team | 22       | 0        | 0     | 2      | 9      | 240    | 6.º           |
| 2023      | Fórmula 1                                    | Mercedes-AMG Petronas F1 Team | 22       | 0        | 1     | 4      | 6      | 234    | 3.º           |
| 2024      | Fórmula 1                                    | Mercedes-AMG Petronas F1 Team | 24       | 2        | 0     | 2      | 5      | 223    | 7.º           |
| 2025*     | Fórmula 1                                    | Scuderia Ferrari              | 12       | 0        | 0     | 0      | 0      | 109    | 6.°*          |
| Fontes:   |                                              |                               |          |          |       |        |        |        |               |

### Resultados na Formula 3 Euro Series
Legenda: Corridas em negrito indicam pole position; corridas em itálico indicam volta mais rápida.
| Ano     | Equipe           | Chassis          | Motor        | 1        | 2       | 3         | 4       | 5         | 6       | 7       | 8       | 9       | 10      | 11        | 12       | 13       | 14      | 15        | 16      | 17      | 18      | 19      | 20      | Classificação | Pontos |
| ------- | ---------------- | ---------------- | ------------ | -------- | ------- | --------- | ------- | --------- | ------- | ------- | ------- | ------- | ------- | --------- | -------- | -------- | ------- | --------- | ------- | ------- | ------- | ------- | ------- | ------------- | ------ |
| 2004    | Manor Motorsport | Dallara F302/049 | HWA-Mercedes | HOC 1 11 | HOC 2 6 | EST 1 Ret | EST 2 9 | ADR 1 Ret | ADR 2 5 | PAU 1 4 | PAU 2 7 | NOR 1   | NOR 2 3 | MAG 1 Ret | MAG 2 21 | NÜR 1 3  | NÜR 2 4 | ZAN 1 3   | ZAN 2 6 | BRN 1 7 | BRN 2 4 | HOC 1 2 | HOC 2 6 | 5.º           | 68     |
| 2005    | ASM Formule 3    | Dallara F305/021 | Mercedes     | HOC 1    | HOC 2 3 | PAU 1     | PAU 2 1 | SPA 1 DSQ | SPA 2 1 | MON 1   | MON 2 1 | OSC 1 3 | OSC 2 1 | NOR 1     | NOR 2 1  | NÜR 1 12 | NÜR 2 1 | ZAN 1 Ret | ZAN 2 1 | LAU 1   | LAU 2 1 | HOC 1   | HOC 2 1 | 1.º           | 172    |
| Fontes: |                  |                  |              |          |         |           |         |           |         |         |         |         |         |           |          |          |         |           |         |         |         |         |         |               |        |

### Resultados na GP2 Series
Legenda: Corridas em negrito indicam pole position; corridas em itálico indicam volta mais rápida.
| 2006   | ART Grand Prix | VAL LON 2 | VAL CUR 6 | IMO LON DSQ | IMO CUR 10 | NÜR LON 1 | NÜR CUR 1 | CAT LON 2 | CAT CUR 4 | MON LONG 1 | SIL LON 1 | SIL CUR 1 | MAG LON 19 | MAG CUR 5 | HOC LON 2 | HOC CUR 3 | HUN LON 10 | HUN CUR 2 | IST LON 2 | IST CUR 2 | MNZ LON 3 | MNZ CUR 2 | 1.º | 114 |
| Fonte: |                |           |           |             |            |           |           |           |           |            |           |           |            |           |           |           |            |           |           |           |           |           |     |     |

### Resultados na Fórmula 1
Legenda: Corridas em negrito indicam pole position; corridas em itálico indicam volta mais rápida.
| Temporada | Equipe                           | Chassis                            | Motor                                    | 1       | 2      | 3       | 4      | 5       | 6      | 7       | 8      | 9       | 10      | 11     | 12      | 13      | 14      | 15      | 16      | 17       | 18       | 19       | 20      | 21     | 22      | 23      | 24    | Class. | Pontos |
| --------- | -------------------------------- | ---------------------------------- | ---------------------------------------- | ------- | ------ | ------- | ------ | ------- | ------ | ------- | ------ | ------- | ------- | ------ | ------- | ------- | ------- | ------- | ------- | -------- | -------- | -------- | ------- | ------ | ------- | ------- | ----- | ------ | ------ |
| 2007      | Vodafone McLaren Mercedes        | McLaren MP4-22                     | Mercedes FO 108T 2.4 V8                  | AUS 3   | MAL 2  | BAR 2   | ESP 2  | MON 2   | CAN 1  | EUA 1   | FRA 3  | GBR 3   | EUR 9   | HUN 1  | TUR 5   | ITA 2   | BEL 4   | JAP 1   | CHN Ret | BRA 7    |          |          |         |        |         |         |       | 2º     | 109    |
| 2008      | Vodafone McLaren Mercedes        | McLaren MP4-23                     | Mercedes FO 108V 2.4 V8                  | AUS 1   | MAL 5  | BAR 13  | ESP 3  | TUR 2   | MON 1  | CAN Ret | FRA 10 | GBR 1   | ALE 1   | HUN 5  | EUR 2   | BEL 3*  | ITA 7   | SIN 3   | JAP 12  | CHN 1    | BRA 5    |          |         |        |         |         |       | 1º     | 98     |
| 2009      | Vodafone McLaren Mercedes        | McLaren MP4-24                     | Mercedes FO 108W 2.4 V8                  | AUS DSQ | MAS 7‡ | CHN 6   | BAR 4  | ESP 9   | MON 12 | TUR 13  | GBR 16 | ALE 16  | HUN 1   | EUR 2  | BEL Ret | ITA 12  | SIN 1   | JAP 3   | BRA 3   | ABU Ret  |          |          |         |        |         |         |       | 5º     | 49     |
| 2010      | Vodafone McLaren Mercedes        | McLaren MP4-25                     | Mercedes FO 108X 2.4 V8                  | BAR 3   | AUS 6  | MAL 6   | CHN 2  | ESP 14  | MON 5  | TUR 1   | CAN 1  | EUR 2   | GBR 2   | ALE 4  | HUN Ret | BEL 1   | ITA Ret | SIN Ret | JAP 5   | COR 2    | BRA 4    | ABU 2    |         |        |         |         |       | 4º     | 240    |
| 2011      | Vodafone McLaren Mercedes        | McLaren MP4-26                     | Mercedes FO 108Y 2.4 V8                  | AUS 2   | MAL 8  | CHN 1   | TUR 4  | ESP 2   | MON 6  | CAN Ret | EUR 4  | GBR 4   | ALE 1   | HUN 4  | BEL Ret | ITA 4   | SIN 5   | JAP 5   | COR 2   | IND 7    | ABU 1    | BRA Ret  |         |        |         |         |       | 5º     | 227    |
| 2012      | Vodafone McLaren Mercedes        | McLaren MP4-27                     | Mercedes FO 108Z 2.4 V8                  | AUS 3   | MAL 3  | CHN 3   | BAR 8  | ESP 8   | MON 5  | CAN 1   | EUR 19 | GBR 8   | ALE Ret | HUN 1  | BEL Ret | ITA 1   | SIN Ret | JAP 5   | COR 10  | IND 4    | ABU Ret  | EUA 1    | BRA Ret |        |         |         |       | 4º     | 190    |
| 2013      | Mercedes AMG Petronas F1 Team    | Mercedes F1 W04                    | Mercedes FO 108Z 2.4 V8                  | AUS 5   | MAL 3  | CHN 3   | BAR 5  | ESP 12  | MON 4  | CAN 3   | GBR 4  | ALE 5   | HUN 1   | BEL 3  | ITA 9   | SIN 5   | COR 5   | JAP Ret | IND 6   | ABU 7    | EUA 4    | BRA 9    |         |        |         |         |       | 4º     | 189    |
| 2014      | Mercedes AMG Petronas F1 Team    | Mercedes F1 W05                    | Mercedes PU106A Hybrid 1.6 V6 t          | AUS Ret | MAL 1  | BAR 1   | CHN 1  | ESP 1   | MON 2  | CAN Ret | AUT 2  | GBR 1   | ALE 3   | HUN 3  | BEL Ret | ITA 1   | SIN 1   | JAP 1   | RUS 1   | EUA 1    | BRA 2    | ABU 1    |         |        |         |         |       | 1º     | 384    |
| 2015      | Mercedes AMG Petronas F1 Team    | Mercedes F1 W06 Hybrid             | Mercedes PU106B Hybrid 1.6 V6 t          | AUS 1   | MAL 2  | CHN 1   | BAR 1  | ESP 2   | MON 3  | CAN 1   | AUT 2  | GBR 1   | HUN 6   | BEL 1  | ITA 1   | SIN Ret | JAP 1   | RUS 1   | EUA 1   | MEX 2    | BRA 2    | ABU 2    |         |        |         |         |       | 1º     | 381    |
| 2016      | Mercedes AMG Petronas F1 Team    | Mercedes F1 W07 Hybrid             | Mercedes PU106C Hybrid 1.6 V6 t          | AUS 2   | BAR 3  | CHN 7   | RUS 2  | ESP Ret | MON 1  | CAN 1   | EUR 5  | AUT 1   | GBR 1   | HUN 1  | ALE 1   | BEL 3   | ITA 2   | SIN 3   | MAL Ret | JAP 3    | EUA 1    | MEX 1    | BRA 1   | ABU 1  |         |         |       | 2º     | 380    |
| 2017      | Mercedes-AMG Petronas Motorsport | Mercedes AMG F1 W08 EQ Power+      | Mercedes M08 EQ Power+ 1.6 V6 t          | AUS 2   | CHN 1  | BAR 2   | RUS 4  | ESP 1   | MON 7  | CAN 1   | AZE 5  | AUT 4   | GBR 1   | HUN 4  | BEL 1   | ITA 1   | SIN 1   | MAL 2   | JAP 1   | EUA 1    | MEX 9    | BRA 4    | ABU 2   |        |         |         |       | 1º     | 363    |
| 2018      | Mercedes-AMG Petronas Motorsport | Mercedes AMG F1 W09 EQ Power+      | Mercedes M09 EQ Power+ 1.6 V6 t          | AUS 2   | BAR 3  | CHN 4   | AZE 1  | ESP 1   | MON 3  | CAN 5   | FRA 1  | AUT Ret | GBR 2   | ALE 1  | HUN 1   | BEL 2   | ITA 1   | SIN 1   | RUS 1   | JAP 1    | EUA 3    | MEX 4    | BRA 1   | ABU 1  |         |         |       | 1º     | 408    |
| 2019      | Mercedes-AMG Petronas Motorsport | Mercedes-AMG F1 W10 EQ Power+      | Mercedes M10 EQ Power+ 1.6 V6 t          | AUS 2   | BAR 1  | CHN 1   | AZE 2  | ESP 1   | MON 1  | CAN 1   | FRA 1  | AUT 5   | GBR 1   | ALE 9  | HUN 1   | BEL 2   | ITA 3   | SIN 4   | RUS 1   | JAP 3    | MEX 1    | EUA 2    | BRA 7   | ABU 1  |         |         |       | 1°     | 413    |
| 2020      | Mercedes-AMG Petronas F1 Team    | Mercedes-AMG F1 W11 EQ Performance | Mercedes-AMG M11 EQ Performance 1.6 V6 t | AUT 4   | EST 1  | HUN 1   | GBR 1  | 70 2    | ESP 1  | BEL 1   | ITA 7  | TOS 1   | RUS 3   | EIF 1  | POR 1   | EMI 1   | TUR 1   | BAR 1   | SKR NP  | ABU 3    |          |          |         |        |         |         |       | 1°     | 347    |
| 2021      | Mercedes-AMG Petronas F1 Team    | Mercedes-AMG F1 W12 E Performance  | Mercedes-AMG M12 E Performance 1.6 V6 t  | BAR 1   | EMI 2  | POR 1   | ESP 1  | MON 7   | AZE 15 | FRA 2   | EST 2  | AUT 4   | GBR 1²  | HUN 2  | BEL 3   | PBS 2   | ITA Ret | RUS 1   | TUR 5   | EUA 2    | CMX 2    | SAO 1    | CAT 1   | ARA 1  | ABU 2   |         |       | 2.º    | 387,5  |
| 2022      | Mercedes-AMG Petronas F1 Team    | Mercedes-AMG F1 W13 E Performance  | Mercedes-AMG M13 E Performance 1.6 V6 t  | BAR 3   | ARA 10 | AUS 4   | EMI 13 | MIA 6   | ESP 5  | MON 8   | AZE 4  | CAN 3   | GBR 3   | AUT 38 | FRA 2   | HUN 2   | BEL Ret | PBS 4   | ITA 5   | SIN 9    | JAP 5    | EUA 2    | CMX 2   | SAO 2  | ABU 18† |         |       | 6.º    | 240    |
| 2023      | Mercedes-AMG Petronas F1 Team    | Mercedes-AMG F1 W14 E Performance  | Mercedes-AMG M14 E Performance 1.6 V6 t  | BHR 5   | SAU 5  | AUS 2   | AZE 67 | MIA 6   | MON 4  | ESP 2   | CAN 3  | AUT 8   | GBR 3   | HUN 4  | BEL 47  | NED 6   | ITA 6   | SIN 3   | JPN 5   | QAT Ret5 | USA DSQ2 | MXC 2    | SAP 87  | LAS 7  | ABU 9   |         |       | 3º     | 234    |
| 2024      | Mercedes-AMG Petronas F1 Team    | Mercedes-AMG F1 W15 E Performance  | Mercedes-AMG M15 E Performance 1.6 V6 t  | BHR 7   | SAU 9  | AUS Ret | JPN 9  | CHN 92  | MIA 6  | EMI 6   | MON 7  | CAN 4   | ESP 3   | AUT 46 | GBR 1   | HUN 3   | BEL 1   | NED 8   | ITA 5   | AZE 9    | SIN 6    | USA Ret6 | MXC 4   | SAP 10 | LAS 2   | QAT 126 | ABU 4 | 7º     | 223    |
| 2025*     | Scuderia Ferrari                 | Ferrari SF-25                      | Ferrari                                  | AUS 10  | CHN 6  | JPN 7   | BHR 5  | SAU 7   | MIA 83 | EMI 4   | MON 5  | ESP 6   | CAN 6   | AUT 4  | GBR 4   | BEL 7   | HUN 12  | NED     | ITA     | AZE      | SIN      | USA      | MXC     | SAP    | LAS     | QAT     | ABU   | 9º*    | 109    |

Notas
* Temporada ainda em andamento.
† – O piloto não terminou a prova, mas foi classificado por ter completado 90% da corrida.

## Vitórias por equipe
- Mercedes: 84
- McLaren: 21